# وليلي
وَلِيلي (باللاتينية: Volubilis) كانت عاصمة مملكة موريطانيا القديمة، أُسست في القرن الثالث قبل الميلاد، وجعلتها الإمبراطورية الرومانية مخفرا مهمّاً لها، فخَصَّتها ببنايات وآثار بديعة، أصبحت فيما بعد ولفترة قصيرة عاصمة إدريس الأول مؤسس الدولة الإدريسية، وهو مدفون غير بعيد جنوب شرق وليلي. أضحت حاليا موقعا أثريا مكشوف عنه جزئيا في شمال مدينة مكناس، شمال المغرب.

## الاسم
أصول اسمها غير معروفة ولكنها قد تكون لاتينية للكلمة الأمازيغية واليلت,، والتي تعني الدفلى، والتي تنمو على طول جوانب الوادي. يمكن أيضا اعتبارها ترجمة مباشرة للاسم الأمازيغي إذا كان هذا الاسم مرتبطا بجذر ولى الذي يعني الدوران.
يعطي قاموس لويس وشورت اللاتيني المعنى اللاتيني لكلمة "وليلي" على أنه "ذلك [الذي] يدور. الكلمة مذكورة في رسائل هوراس (I، 2، 43): labitur، et labetur in omne volubilis aevum ("إنها تتدفق وسوف تتدفق، وتدور إلى الأبد.") في اللاتينية الكلاسيكية، تم نطق الحرف "v" في "volubilis" مثل "w"، مما يجعل النطق أقرب إلى النطق الأمازيغي والعربي الحديث.
اكتشف تشارلز جوزيف تيسو (1828-1884) أن ما أشارت إليه بعض المصادر باللغة العربية بقصر فرعون تتوافق مع وليلي. ولا يزال يستخدم هذا المصطلح في الوقت الحاضر من قبل السكان المحليين، وأحيانا يتم اختصاره بالقصر.

## الوصف
بنيت في منطقة زراعية خصبة، وتطورت من القرن الثّالث كمدينة أمازيغية مورية،  قبل أن تصبح عاصمة مملكة موريطينية، نمت بسرعة تحت حكم الرومان من القرن الأول الميلادي فصاعدا وتوسعت لتشمل حوالي 42 هكتار وأحيطت ب 2.6 كم من الجدران. واكتسبت المدينة عددا من المباني العامة الرئيسية في القرن الثاني، بما في ذلك كنيسة ومعبد وقوس النصر. وقد أدى ازدهارها، الذي استمدته أساسا من زراعة الزيتون، إلى بناء العديد من البيوت الجميلة والأرضيات ذات الفسيفساء الكبيرة.
سقطت المدينة تحت سيطرة القبائل المحلية حوالي 285 ولم تستردها روما أبدا بسبب بعدها وصعوبة حمايتها على الحدود الجنوبية الغربية للإمبراطورية الرومانية، وظلت مأهولة لمدة 700 سنة أخرى على الأقل، كجماعة مسيحية لاتينية، ثم كمستوطنة إسلامية مبكرة، في أواخر القرن الثامن أصبحت مقر إدريس بن عبد الله، مؤسس سلالة الأدارسة ودولة المغرب وبحلول القرن الحادي عشر تم التخلي عن وليلي بعد نقل مقر السلطة إلى فاس. تم نقل الكثير من السكان المحليين إلى بلدة مولاي إدريس زرهون الجديدة، على بعد حوالي 5 كم (3.1 ميل) من وليلي.
ظلت الأطلال سليمة إلى حد كبير حتى دمرها زلزال في منتصف القرن الثامن عشر، ثم أخذت أحجارها لبناء مدينة مكناس، ولم يتم التعرف على الموقع بأنه مدينة وليلي القديمة حتى الجزء الأخير من القرن التاسع عشر. خلال وبعد فترة الحكم الفرنسي على المغرب، تم حفر حوالي نصف الموقع، وتم الكشف عن العديد من الفسيفساء الجميلة، وبعض المباني العامة الأكثر بروزا والمنازل عالية المستوى التي تم ترميمها أو إعادة بنائها واليوم تعد المدينة من بين مواقع التراث العالمي لليونسكو، لكونها «مثالا استثنائيا محافظ عليه جيدا على بلدة استعمارية رومانية كبيرة على هامش الإمبراطورية».

## التأسيس والاحتلال الروماني
بنيت المدينة على منحدر ضحل تحت جبل زرهون، تقف وليلي على تلال فوق وادي خومان (شومان). والذي يطل على سهل خصب متموج شمال مدينة مكناس الحديثة. سكن الإنسان المنطقة المحيطة بوليلي على الأقل منذ العصر الحجري الحديث في أواخر الأطلنطي، قبل نحو 5000 سنة؛ وجدت الحفريات الأثرية في الموقع قطع فخارية من العصر الحجري الحديث ذات تصميم مماثل لقطع وجدت في إيبيريا. بحلول القرن الثالث قبل الميلاد، تواجد الفينيقيون هناك، كما يتضح من بقايا معبد للإله البوني البعل ووجود قطع من الفخار والحجارة مكتوبة باللغة الفينيقية. أصول اسم المدينة غير معروفة ولكن قد يكون صيغة لاتينية من الكلمة الامازيغية واليلت، التي تعني الزنبق، الذي ينمو على طول جانبي الوادي.

## بعد الرومان
استمرت مدينة وليلي مأهولة بالسكان لعدة قرون بعد نهاية السيطرة الرومانية. ومن المؤكد أن الإمبراطورية البيزنطية أعادت احتلالها في القرنين السادس والسابع، عندما تم تأريخ ثلاثة نقوش مسيحية بحلول عام المقاطعة. بحلول الوقت الذي وصل فيه العرب عام 708، غير اسم المدينة إلى وليلى، وكانت مأهولة من قبل عورابة، وهي قبيلة بربرية نشأت في ليبيا. هجر جزء كبير من وسط المدينة وتحول إلى مقبرة، بينما انتقل مركز السكن إلى الجنوب الغربي من المدينة، بني جدار جديد لاحتواء المدينة الرومانية المختصرة.
ظلت وليلي عاصمة المنطقة حتى الفترة الإسلامية. تم العثور على عملات إسلامية يعود تاريخها إلى القرن 8 على الموقع، مما يشهد على وصول الإسلام إلى هذا الجزء من المغرب. وهي تتركز خارج أسوار المدينة، مما يشير إلى أن الاستيطان العربي ظل متميزا عن الاستيطان البربري داخلها. هنا أسس إدريس بن عبد الله سلالة الأدَارِسَة في المغرب في 787-8. سليل مباشر لنبي الإسلام محمد، هرب إلى المغرب من سوريا بعد معركة فخ عام 787.أعلن "إماما" في وليلي، التي احتلها الأورابة، تحت حكم إسحاق بن محمد. تزوج كانزا، من أورابا، وأنجب ابنا، إدريس الثاني، الذي أعلن إماما في وليلي. هو أيضا عاش خارج أسوار المدينة، على طول ضفاف وادي خومان، حيث تم مؤخرا حفر مجمع يمكن تحديده مع مقره. غزا إدريس الأول معظم شمال المغرب خلال السنوات الثلاث من حكمه، وأسس مدينة فاس. اغتيل في وليلي عام 791 بأمر من خليفة بغداد هارون الرشيد. على أغلبيته، انتقل إدريس الثاني إلى فاس التي كانت عاصمته الجديدة، مما حرم وليلي من آخر آثاره ذات الأهمية السياسية.
مجموعة مسلمة تعرف باسم رابيديس، الذين ثاروا في قرطبة في الأندلس (الأندلس في إسبانيا الحديثة)، استقروا في وليلي عام 818. على الرغم من أن الناس استمروا في العيش في وليلي لعدة قرون أخرى، إلا أنها ربما كانت مهجورة تقريبا بحلول القرن 14. يصف ليون الإفريقي جدرانها وبواباتها، وكذلك قبر إدريس، الذي تحرسه قلعتان أو ثلاث قلاع فقط. نُقل جسده لاحقا إلى مولاي إدريس زرهون، على بعد 3 كم (1.9 ميل)، حيث بُني ضريح كبير له. نُسي اسم المدينة وأطلق عليها السكان المحليون اسم قصر فرعون، أو "قلعة فرعون"، في إشارة إلى أسطورة أن المصريين القدماء قد بنوها. ومع ذلك، ظلت بعض مبانيها قائمة، وإن كانت مدمرة، حتى وقت متأخر من القرن 17 عندما نهب مولى اسماعيل بن شريف الموقع لتوفير مواد البناء لعاصمته الإمبراطورية الجديدة في مكناس. تسبب زلزال عام 1755 في مزيد من الدمار الشديد. ومع ذلك، قام عالم الآثار الإنجليزي جون ويندوس برسم الموقع في عام 1722. في كتابه عام 1725 رحلة إلى ميكونيز، وصف ويندوس المشهد:
«يبدو أن أحد المباني جزء من قوس النصر، حيث يوجد العديد من الحجارة المكسورة التي تحمل نقوشا، ملقاة في القمامة تحتها، والتي تم تثبيتها أعلى من أي جزء قائم الآن. يبلغ طوله 56 قدما وسمكه 15 قدما، وكلا الجانبين متشابهان تماما، ومبني بأحجار صلبة للغاية، يبلغ طوله حوالي ياردة وسمكه نصف ياردة. يبلغ عرض القوس 20 قدما وارتفاعه حوالي 26 قدما. توجد النقوش على أحجار مسطحة كبيرة، يبلغ طولها عند اكتمالها حوالي خمسة أقدام، وثلاثة عريضة، والحروف عليها يزيد طولها عن 6 بوصات. كان التمثال النصفي بعيدا قليلا، مشوها إلى حد كبير، وكان الشيء الوحيد الذي يمكن العثور عليه والذي يمثل الحياة، باستثناء شكل القدم الذي يظهر تحت الجزء السفلي من الثوب، في الكوة على الجانب الآخر من القوس. على بعد حوالي 100 ياردة من القوس يقف جزء جيد من واجهة مبنى مربع كبير يبلغ طوله 140 قدما وارتفاعه حوالي 60 قدما. يمكن رؤية جولة التل جزء من الزوايا الأربع لا يزال قائما، لكن لم يتبق سوى القليل جدا، باستثناء تلك الموجودة في المقدمة. حول التل يمكن رؤية أساس جدار محيطه حوالي ميلين، والذي أغلق هذه المباني. في الداخل التي تكمن متناثرة، في كل مكان، عدد كبير من الحجارة من نفس الحجم الذي بني به القوس، ولكن بالكاد بقي حجر على آخر. يبدو أن القوس، الذي كان يقف على بعد حوالي نصف ميل من المباني الأخرى، كان بوابة، وكان مرتفعا بما يكفي للسماح لرجل بالمرور على ظiر الخيل.
»
بعد زيارته بعد 95 عاما في عام 1820، بعد أن دمر الزلزال عام 1755 المباني القليلة المتبقية القائمة، كتب جيمس جراي جاكسون:
«بعد رحلة نصف ساعة من مغادرة حرم مولي إدريس زيروني، وعند سفح أطلس، رأيت على يسار الطريق أطلالا رائعة وضخمة. البلد، لأميال مستديرة، مغطى بأعمدة مكسورة من الرخام الأبيض. كان لا يزال هناك رواقان قائمان يبلغ ارتفاعهما حوالي 30 قدما وعرضهما 12 قدما، ويتكون الجزء العلوي من حجر واحد كامل. حاولت إلقاء نظرة على هذه الآثار الضخمة، التي أثثت الرخام للقصور الإمبراطورية في ميكوناس وتافيلت. لكنني اضطررت إلى الكف، ورأيت بعض الأشخاص من الحرم يتبعون الموكب. يتم حفر الأواني والغلايات من العملات الذهبية والفضية باستمرار من هذه الأنقاض. ومع ذلك، فإن البلاد تزخر بالثعابين، ورأينا العديد من العقارب تحت الحجارة التي رفعها قائدي. يقول الأفارقة إن هذه الآثار قد بناها أحد الفراعنة: يطلق عليهم كاسر فرعوان. »

وليلي قبل التنقيب والترميم
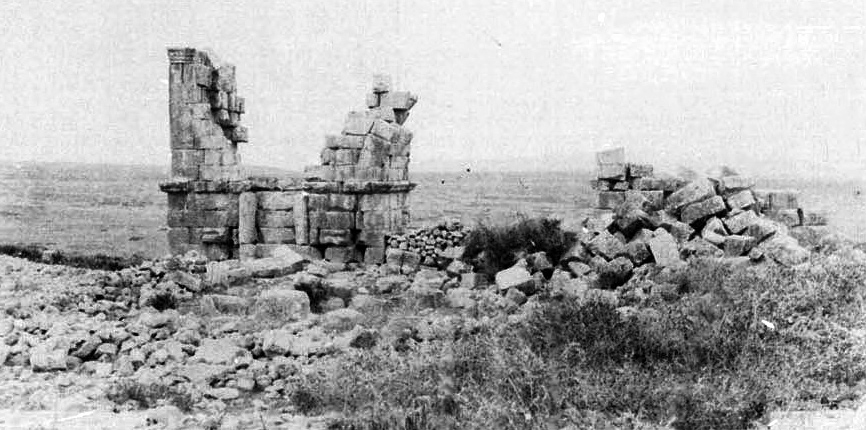
أنقاض قوس النصر، تم تصويرها في عام 1887 بواسطة هنري بواسون دي لا مارتينيير
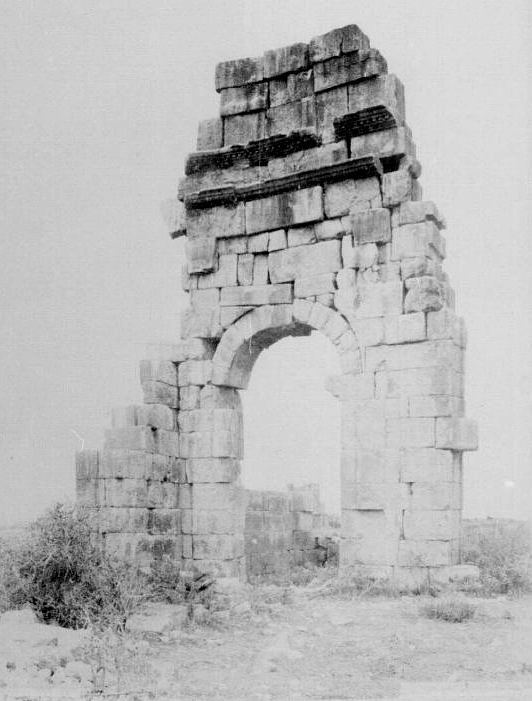
بقايا البازيليكا كما شوهدت في عام 1887 قبل ترميمها لاحقا

زار والتر بيرتون هاريس، الكاتب في صحيفة التايمز، وليلي خلال رحلاته في المغرب بين عامي 1887 و1889، بعد أن حدد علماء الآثار الفرنسيين الموقع ولكن قبل بدء أي حفريات أو ترميمات جادة. كتب:
«لا يوجد الكثير من بقايا الأنقاض. قنطران، كل منهما كبير الحجم، وفي حالة جيدة إلى حد ما، يخبران وحدهما عن عظمة المدينة القديمة، بينما تتناثر الفدادين والفدادين من الأرض مع الآثار والمنحوتات المكسورة. لا يزال هناك عدد قليل من الأعمدة المعزولة، ويفتح مصرف أو قناة مائية هائلة، لا تختلف عن عباءة ماكسيما في روما، على النهر الصغير أدناه. »

## الموقع
تقع المدينة داخل مملكة موريطينيا، التي أصبحت دولة عميلة رومانية بعد سقوط قرطاج في 146 قبل الميلاد. استمر التأثير البونيقي لفترة طويلة بعد ذلك، حيث احتفظ قضاة المدينة باللقب القرطاجي بعد فترة طويلة من انتهاء الحكم البونيقي. جوبا الثاني من نوميديا صعد العرش الموريتطيني من قبل أوغسطس في 25 قبل الميلاد، ولفت انتباهه إلى بناء العاصمة الملكية في وليلي. تثقف في روما وتزوج من كليوباترا سيلين الثانية، ابنة مارك أنتوني وكليوباترا جوبا وابنه بطليموس كانوا ملوكا رومان تماما، على الرغم من أصلهم الامازيغي. وتفضيلهم للفن الروماني والهندسة المعمارية ينعكس بوضوح في تصميم المدينة.

## تاريخ

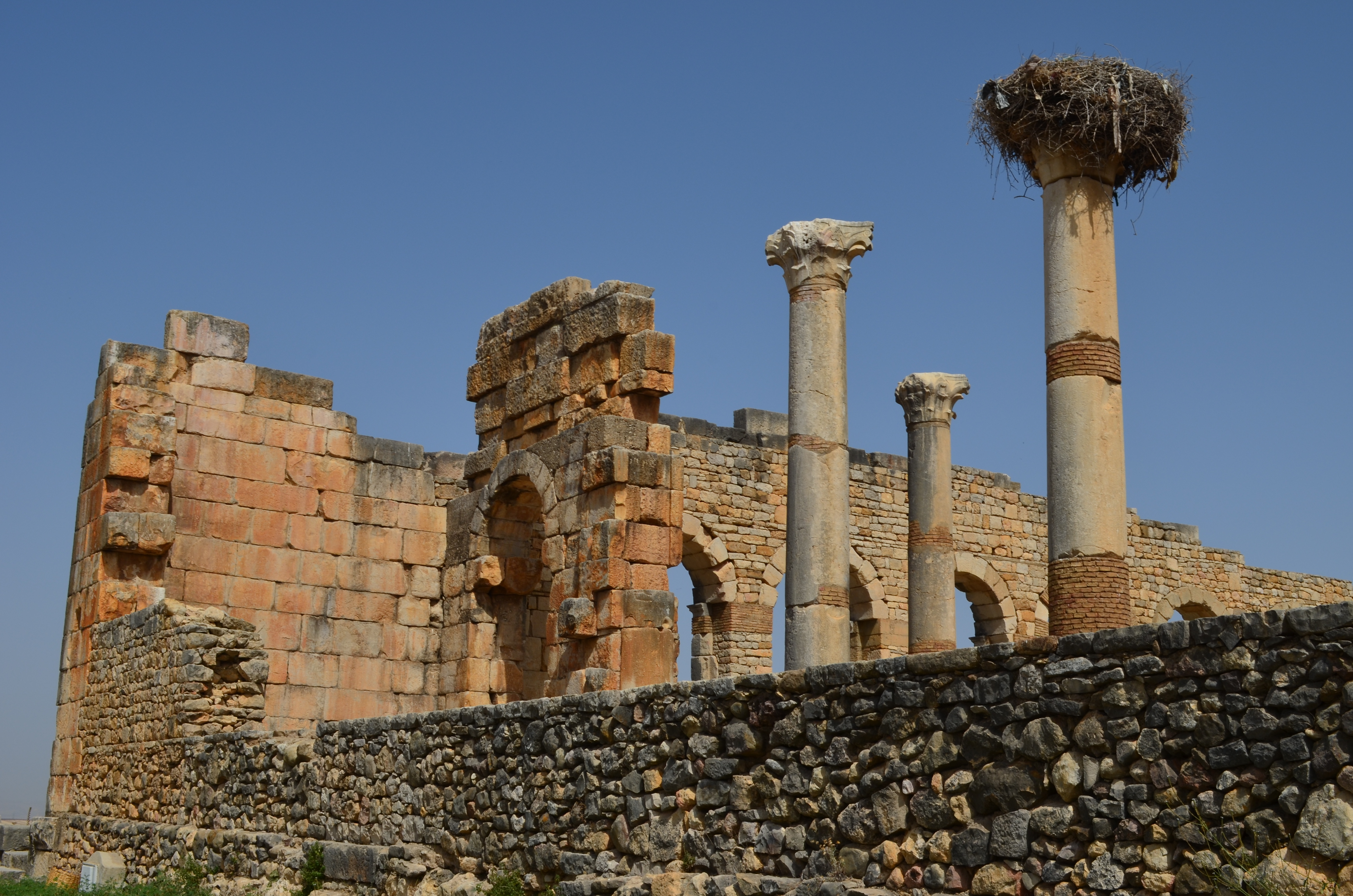
صور من المدينة القديمة

ساهمت عدة ظروف طبيعية في استقرار الإنسان بهذا الموقع منذ عهد قديم لعل أهمها وفرة المياه (وادي الخمان ووادي فرطاسة) والأراضي الزراعية ومواد البناء (محاجر جبل زرهون) إضافة إلى إشراف المدينة على منطقة فلاحية خصبة.
ورد ذكر وليلي في عدة مصادر تاريخية، وقد كشفت الحفريات الأركيولوجية التي أقيمت بالموقع منذ بداية هذا القرن على عدة بنايات عمومية وخاصة. ومن الراجح أن الاستيطان به يرجع إلى القرن الثالث ق.م كما تدل على ذلك إحدى النقائش البونيقية.
خلال فترة حكم الملك يوبا الثاني وابنه بطليموس الأمازيغي ما بين سنة 25 ق.م و40 م شهدت وليلي ازدهارا كبيرا أهّلها لتصبح عاصمة ل موريطانيا الطنجية بعد سنة 40 م، عرفت وليلي خلال فترة حكم الأباطرة الرومان تطورا كبيرا وحركة عمرانية تتجلى من خلال المعابد، والمحكمة والحمامات، وقوس النصر، وكذلك المنازل المزينة بلوحات الفسيفساء ومعاصر الزيتون.
كما كشفت الحفريات عن بنايات ضخمة ولُقىً أثرية مختلفة كالأواني الفخارية والأمفورات والنقود ومجموعة مهمة من المنحوتات الرخامية والبرونزية، تشكل جزءا مهما من معروضات المتحف الأثري بالرباط.
يضم موقع وليلي عدة بنايات عمومية شيدت في أغلبها من المواد المستخرجة من محاجر جبل زرهون، نذكر منها معبد الكابتول (سنة 217 م) وقوس النصر والمحكمة والساحة العمومية. كما تضم المدينة عدة أحياء سكنية تتميز بمنازلها الواسعة المزينة بلوحات الفسيفساء، نخص بالذكر منها الحي الشمالي الشرقي (منزل فينوس، منزل أعمال هرقل، قصر كورديان...) والحي الجنوبي (منزل أورفي). كما أبانت الحفريات الأثرية على آثار معاصر للزيتون ومطاحن للحبوب، وبقايا سور دفاعي شيد في عهد الإمبراطور مارك أوريل (168 -169 م)، يمتد على مسافة تناهز 2.35 كلم، تتخلله ثمانية أبواب وعدة أبراج للمراقبة.
يكتسي هذا الموقع طابعا خاصا سواء من حيث أهميته التاريخية والأركيولوجية أو السياحية، إذ يمثل أحد أهم المواقع الأثرية بالمغرب وأكثرها إقبالا من طرف الزوار.
وفي سنة 1996 م حظيت وليلي بتسجيلها ضمن مواقع التراث العالمي.

## التنقيب والترميم وإدراج اليونسكو
تم التنقيب عن جزء كبير من وليلي من قبل الفرنسيين خلال حكمهم للمغرب الفرنسي بين عامي 1912 و1955، لكن الحفريات في الموقع بدأت قبل عقود منذ عام 1830، عندما بدأ الغزو الفرنسي للجزائر، عملية توسيع الحكم الفرنسي على جزء كبير من شمال وغرب ووسط إفريقيا، ارتبط علم الآثار ارتباطا وثيقا بالاستعمار الفرنسي. قام الجيش الفرنسي باستكشافات علمية في وقت مبكر من ثلاثينيات القرن التاسع عشر وبحلول خمسينيات القرن التاسع عشر كان من المألوف لضباط الجيش الفرنسي التحقيق في البقايا الرومانية خلال إجازتهم ووقت فراغهم. بحلول أواخر القرن 19 كان علماء الآثار الفرنسيون يبذلون جهودا مكثفة للكشف عن ماضي شمال غرب أفريقيا قبل الإسلام من خلال الحفريات وترميم المواقع الأثرية.
كان لدى الفرنسيين مفهوم مختلف تماما عن الحفاظ على التاريخ عن مفهوم المسلمين المغاربة. وكما تقول المؤرخة غويندولين رايت: "وجد الحس الإسلامي للتاريخ والعمارة مفهوم إنشاء الآثار غريبا تماما"، مما "أعطى الفرنسيين دليلا على الاقتناع بأنهم وحدهم القادرون على تقدير الماضي المغربي وجماله بشكل كامل". انتقد إميل بوتي من معهد الدراسات المغربية العليا المسلمين لاتخاذهم وجهة النظر القائلة بأن "مرور الوقت لا شيء" واتهمهم ب "ترك آثارهم تسقط في الخراب بنفس القدر من اللامبالاة كما أظهروا ذات مرة حماسة في بنائها".
كان للبرنامج الفرنسي للتنقيب في وليلي ومواقع أخرى في شمال إفريقيا الخاضعة للسيطرة الفرنسية (في الجزائر وتونس) مكون أيديولوجي قوي. استُخدم علم الآثار في المواقع الرومانية كأداة للسياسة الاستعمارية، لإقامة صلة بين الماضي الروماني القديم والمجتمعات "اللاتينية" الجديدة التي كان الفرنسيون يبنون في شمال إفريقيا. تضمن البرنامج إزالة الهياكل الحديثة المبنية على المواقع القديمة، وحفر المدن والفيلات الرومانية وإعادة بناء الهياكل المدنية الرئيسية مثل أقواس النصر. حُفرت المدن المدمرة، مثل تيمقاد في الجزائر، وتطهيرها على نطاق واسع. كان القصد من البقايا أن تكون بمثابة "شاهد على الاندفاع نحو الكتابة بالحروف اللاتينية".
كان لهذا الموضوع صدى لدى زوار الموقع الآخرين. زارت الكاتبة الأمريكية إديث وارتون في عام 1920 وسلطت الضوء على ما اعتبرته تناقضا بين "هيمنتين تنظران إلى بعضهما البعض عبر الوادي"، وأطلال وليلي و"مدينة مولاي إدريس البيضاء المخروطية، مدينة المغرب المقدسة". رأت أن المدينة الميتة تمثل "نظاما، مفهوما اجتماعيا لا يزال يعمل عبر جميع طرقنا الحديثة". وعلى النقيض من ذلك، رأت أن مدينة مولاي إدريس التي لا تزال على قيد الحياة "أكثر ميتة وسقطت في ماض غير مفهوم من أي عتب مكسور في اليونان أو روما".وكما تقول سارة بيرد رايت من جامعة ريتشموند، فإن وارتون رأت في وليلي رمزا للحضارة ورأت في مولاي إدريس رمزا للبربرية. النص الضمني هو أنه "بنهب البؤرة الاستيطانية الرومانية، دمر الإسلام فرصته الوحيدة لبناء مجتمع متحضر".  ولحسن حظ المغرب، فإن "الاستقرار السياسي الذي تساعده فرنسا على اكتسابه سيعطي أخيرا صفاته العليا وقتا ليؤتي ثماره" - وهو الموضوع الذي أرادت السلطات الاستعمارية الفرنسية الوصول إليه. تحدث هيلير بيلوك أيضا عن انطباعه بأنه "بدلاً من ذلك تاريخ وتناقض، هنا ترى كيف غمر دين الإسلام الجديد وأغرق التقاليد الكلاسيكية والمسيحية."
تم إجراء الحفريات الأولى في وليلي من قبل عالم الآثار الفرنسي هنري دي لا مارتينيير بين عامي 1887 و1892. في عام 1915، كلف هوبير ليوتي، الحاكم العسكري للمغرب الفرنسي، علماء الآثار الفرنسيين مارسيل وجين ديولافوي بإجراء حفريات في وليلي. على الرغم من أن اعتلال صحة جين يعني أنهم لم يتمكنوا من تنفيذ برنامج العمل الذي وضعوه ليوتي،  إلا أن العمل استمر على أي حال في عهد لويس شاتلين. ساعد علماء الآثار الفرنسيون الآلاف من أسرى الحرب الألمان الذين أُسروا خلال الحرب العالمية الأولى وأعارهم ليوتي إلى المنقبين.  استمرت الحفريات بشكل متقطع حتى عام 1941، عندما أجبرت الحرب العالمية الثانية على التوقف.
بعد الحرب، استؤنفت الحفريات في ظل السلطات الفرنسية والمغربية (بعد استقلال المغرب في عام 1955) وبدأ برنامج الترميم وإعادة الإعمار. رُمم قوس كاراكلا بالفعل في 1930-34. تبعه معبد الكابيتولين في عام 1962، والكنيسة في 1965-67 وبوابة تينجيس في عام 1967. خضع عدد من الفسيفساء والمنازل للترميم والترميم في 1952-55. في السنوات الأخيرة، رُممت إحدى ورش إنتاج زيت الزيتون في الطرف الجنوبي من المدينة وتأثيثها بنسخة طبق الأصل من معصرة الزيت الرومانية. لم تكن هذه الترميمات خالية من الجدل. أفاد استعراض أجري لليونسكو في عام 1997 أن "بعض عمليات إعادة البناء، مثل تلك الموجودة على قوس النصر، والعاصمة، وورشة ضغط النفط، جذرية وفي حدود الممارسة المقبولة حاليا". 
منذ عام 2000، كشفت الحفريات التي أجرتها كلية لندن الجامعية والمعهد الوطني لعلوم الآثار والتراث المغربي تحت إشراف إليزابيث فينتريس وغايتانو بالومبو وحسن ليمان عما ينبغي تفسيره على الأرجح على أنه مقر إدريس الأول أسفل أسوار المدينة الرومانية إلى الغرب من وسط المدينة القديمة. كشفت الحفريات داخل الجدران أيضا عن جزء من مدينة العصور الوسطى المبكرة. اليوم، يمكن رؤية العديد من القطع الأثرية التي عُثر عليها في وليلي معروضة في متحف الرباط الأثري.
أدرجت اليونسكو وليلي كموقع للتراث العالمي في عام 1997. في ثمانينيات القرن العشرين، نظم المجلس الدولي للمعالم والمواقع (ICOMOS) ثلاثة مؤتمرات لتقييم الترشيحات المحتملة لقائمة التراث العالمي للمواقع في شمال أفريقيا. اتُفق بالإجماع على أن وليلي كانت مرشحة جيدة للقائمة وفي عام 1997 أوصى المجلس الدولي للمعالم والمواقع بإدراجها على أنها "مثال محفوظ جيدا بشكل استثنائي لمدينة استعمارية رومانية كبيرة على أطراف الإمبراطورية"، وهو ما قبلته اليونسكو.

## تخطيط المدينة والبنية التحتية
قبل الاحتلال الروماني، غطت وليلي مساحة تبلغ حوالي 12 هكتارا (30 فدانا)، مبنية على سلسلة من التلال على شكل حرف V بين وديان فرتاسا وخومان على محور الشمال والجنوب تقريبا. طُور على نمط منتظم إلى حد ما نموذجي للمستوطنات الفينيقية / القرطاجية وكان محاطا بمجموعة من الجدران. في عهد الرومان، وُسعت المدينة بشكل كبير على محور الشمال الشرقي والجنوب الغربي، وزاد حجمها إلى حوالي 42 هكتارا (100 فدان). شُيدت معظم المباني العامة في المدينة في الجزء القديم من المدينة. تقع المنازل الكبرى التي تشتهر بها وليلي في الجزء الأحدث، خلف ديكومانوس ماكسيموس (الشارع الرئيسي)، الذي يقسم الجزء من العصر الروماني من المدينة. كان ديكومانوس مرصوفا، مع ممرات للمشاة على كلا الجانبين، وكان مبطنا بأروقة مقنطرة على كلا الجانبين، خلفها عشرات المتاجر. يمثل قوس كاراكلا النقطة التي تندمج فيها المدن القديمة والجديدة. بعد أن سقطت القناة في حالة سيئة مع نهاية الاحتلال الروماني، بُنيت منطقة سكنية جديدة إلى الغرب بالقرب من وادي خومان.

تم تزويد المدينة بالمياه عن طريق قناة مائية تمتد من نبع في التلال خلف المدينة. ربما جرى بناء القناة حوالي 60-80 بعد الميلاد وأعيد بناؤها لاحقا في عدة مناسبات. قامت شبكة متقنة من القنوات بتغذية المنازل والحمامات العامة من الإمدادات البلدية وسلسلة من المصارف التي حملت مياه الصرف الصحي والنفايات بعيدا إلى النهر ليتم غسلها. كانت القناة تمر تحت ديكومانوس سيكوندوس، وهو شارع يسير بالتوازي مع ديكومانوس ماكسيموس، وينتهي عند نافورة كبيرة في وسط المدينة بالقرب من قوس كاراكلا.

البنية التحتية في وليلي
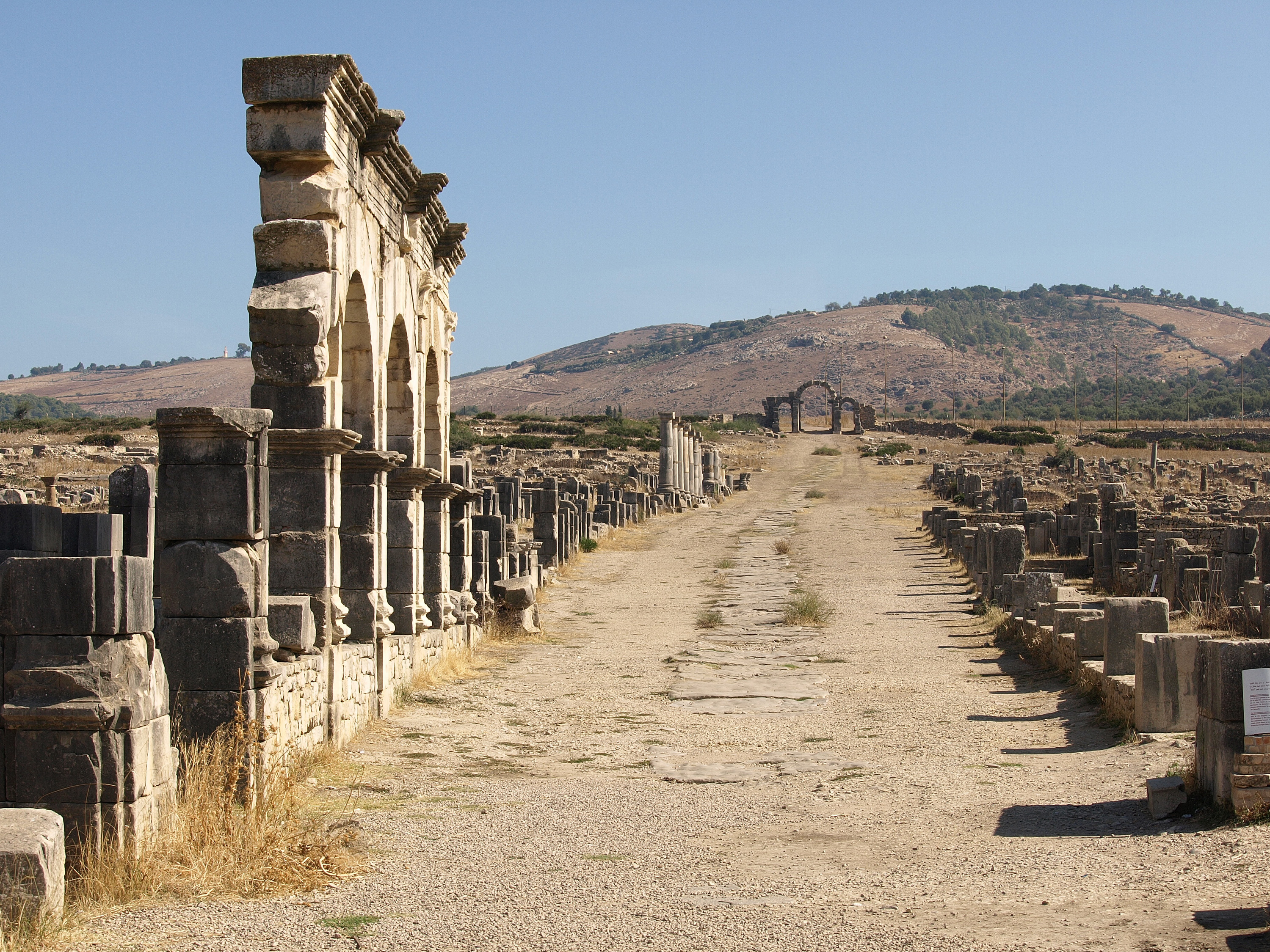
ديكومانوس ماكسيموس، باتجاه الشمال الشرقي.
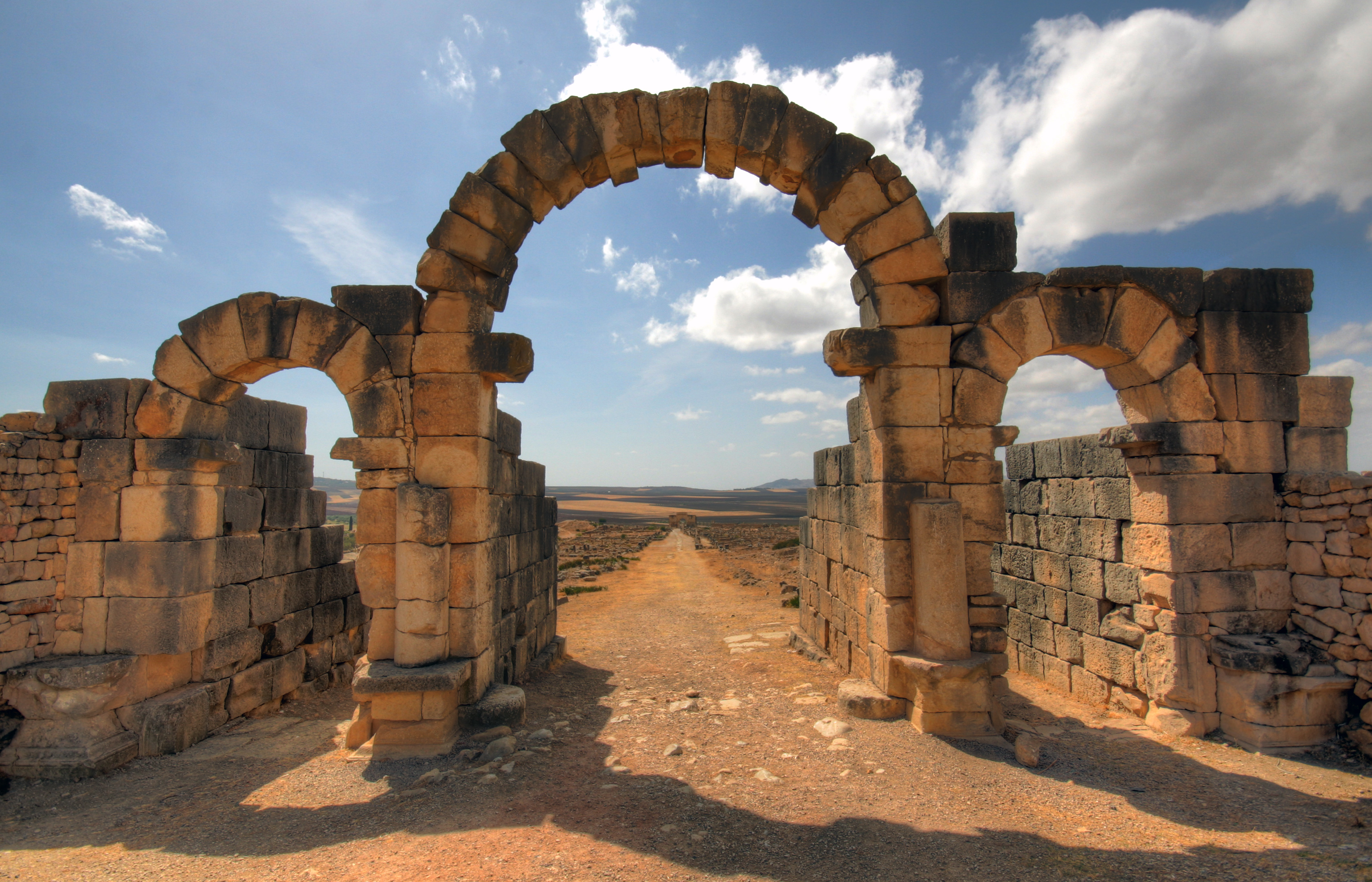
بوابة تينجيس، تطل على الوراء أسفل ديكومانوس ماكسيموس.
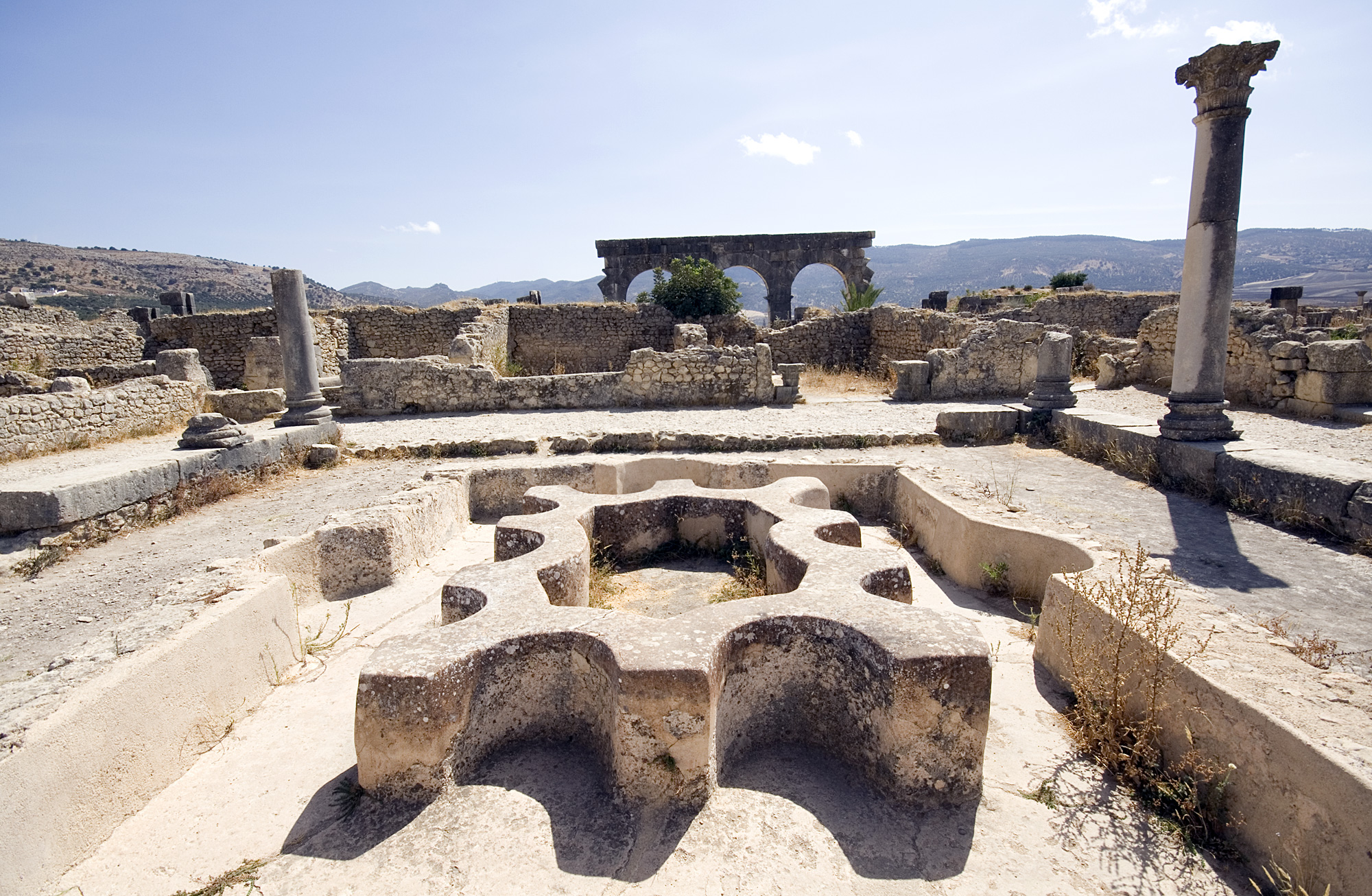
داخل الحمامات الشمالية، تغذيها القناة.

تم بناء معظم سور المدينة الأصلي أو تدميره قبل الروماني، ولكن لا يزال من الممكن رؤية امتداد 77 مترا (250 قدما) من الجدار الأصلي، والذي كان مصنوعا من الطوب اللبن على أساس حجري، بالقرب من التل. تمتد أسوار المدينة الرومانية لمسافة 2.6 كم (1.6 ميل) ويبلغ متوسط سمكها 1.6 متر (5.2 قدم). بنيت من الأنقاض البناء والأشلار، وهي في الغالب لا تزال موجودة. كانت الدائرة الكاملة للجدران تحتوي على 34 برجا، متباعدة على فترات تبلغ حوالي واحد كل 50 مترا (160 قدما)، وست بوابات رئيسية

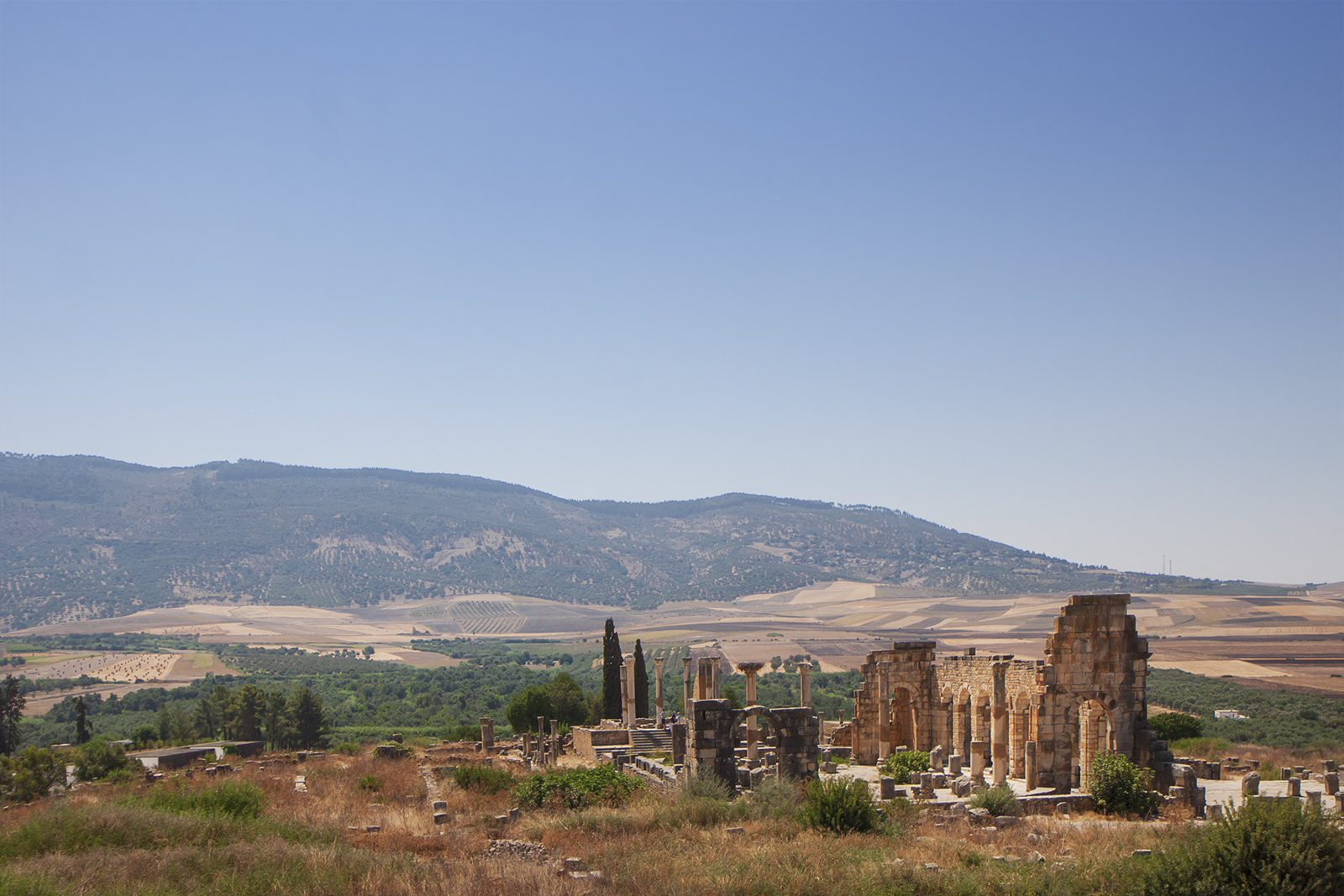
البازيليكا ومعبد الكابيتولين

محاطة بأبراج. أعيد بناء جزء من الجدار الشرقي على ارتفاع 1.5 متر (4.9 قدم). تمثل بوابة تينجيس، التي أعيد بناؤها أيضا، المدخل الشمالي الشرقي لوليلي. بُني في 168/169 م - التاريخ معروف بسبب اكتشاف عملة معدنية في ذلك العام جرى تضمينها عمدا في الأعمال الحجرية للبوابة من قبل بناتها.
يقف جدار من العصور الوسطى المبكرة إلى الغرب من قوس كاراكلا. تم بناؤه بعد نهاية الاحتلال الروماني، على ما يبدو في وقت ما في القرن الخامس او السادس، لحماية الجانب الشرقي من المنطقة السكنية الجديدة في المدينة. تم توجيهه في اتجاه الشمال والجنوب وتم بناؤه باستخدام الحجر المنهوب من المباني المدمرة في أماكن أخرى في المناطق المهجورة من المدينة.

### التجاره
خلال العصر الروماني، كانت وليلي منتجا رئيسيا لزيت الزيتون. لا تزال بقايا المباني المخصصة لعصر الزيتون مرئية بسهولة، وكذلك بقايا المطابع الأصلية ومعاصر الزيتون. أعيد بناء أحد هذه المباني بنسخة طبق الأصل بالحجم الكامل من معصرة زيتون رومانية.كان زيت الزيتون محوريا في حياة المدينة، لأنه لم يكن مجرد مادة غذائية ولكنه كان يستخدم أيضا للمصابيح والاستحمام والأدوية، بينما تم

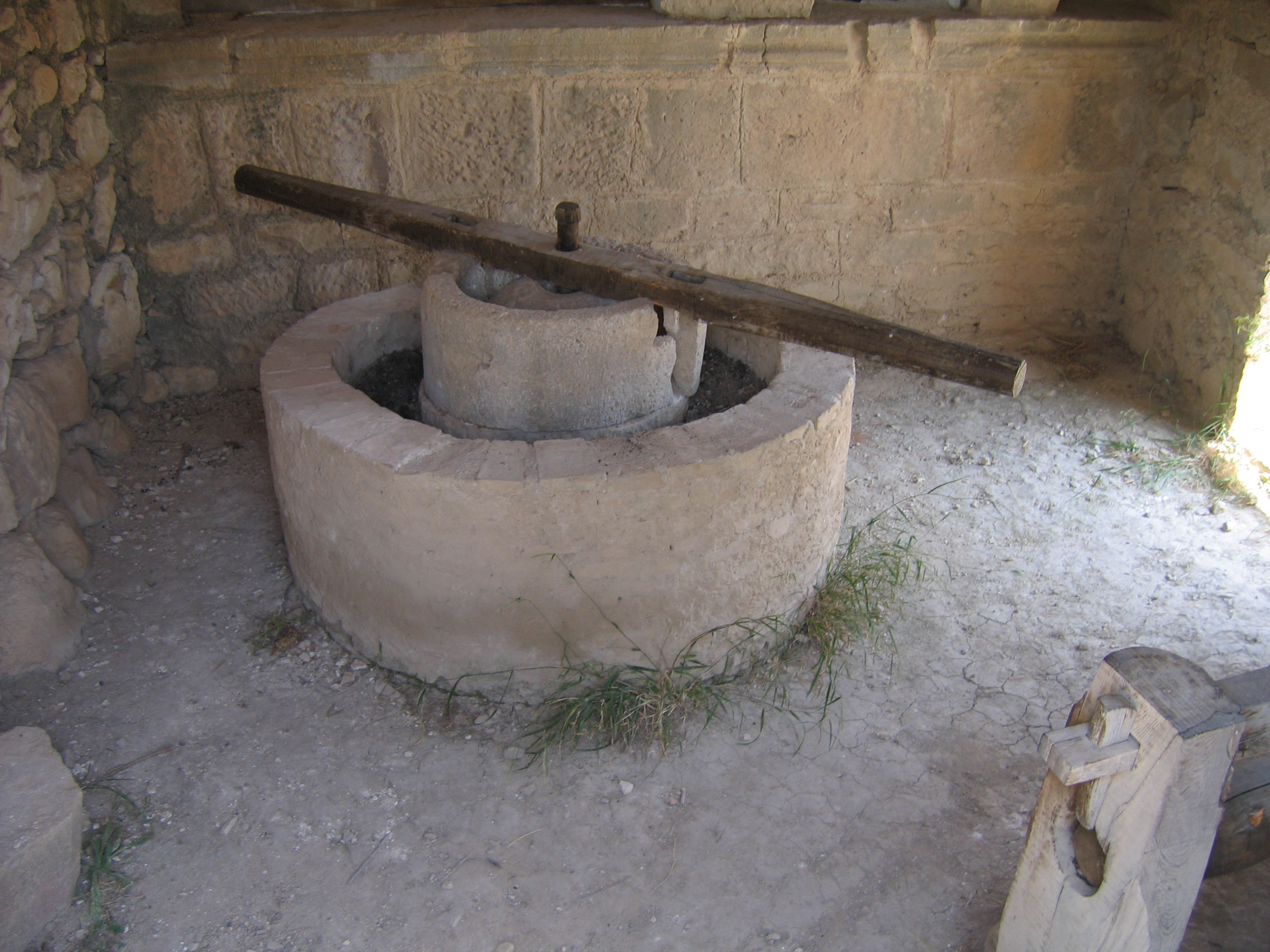
معصرة زيتون رومانية أعيد بناؤها في وليلي

إطعام الزيتون المضغوط للحيوانات أو تجفيفه واستخدامه كوقود للحمامات. لهذا السبب، حتى بعض أعظم القصور كان لها معاصر زيتون خاصة بها. تم اكتشاف ثمانية وخمسين مجمعا لضغط الزيت حتى الآن في وليلي. كانت تضم مجموعة قياسية من العناصر: مطحنة، تستخدم لسحق الزيتون، وحوض صب لالتقاط الزيت من الزيتون المضغوط، ومكبس يتكون من ثقل موازن، أو قضيب متقاطع، ودعامات خشبية تم تثبيت البريلوم بداخلها. تم سحق الزيتون أولا في عجينة، ثم وضعه في سلال منسوجة تعرضت للضغط. نفد زيت الزيتون في حوض الصب، حيث تمت إضافة الماء بشكل دوري لجعل الزيت الأخف يطفو على السطح. ثم تم استخراج هذا من الحوض وسكبه في أمفورة.هناك أيضا أدلة قوية على كون المدينة مركزا تجاريا حيويا. تم تحديد ما لا يقل عن 121 متجرا حتى الآن، والعديد منها مخابز،  واستنادا إلى عدد البرونز الموجود في الموقع، فقد يكون أيضا مركزا لإنتاج أو توزيع الأعمال الفنية البرونزية.

## المباني البارزة
على الرغم من أنه تم حفر حوالي نصف مدينة وليلي فقط، إلا أن عددا من المباني العامة البارزة لا تزال مرئية وبعضها، ولا سيما البازيليكا وقوس النصر، أعيد بناؤها. كما تم الكشف عن العديد من المباني الخاصة، بما في ذلك قصور النخبة في المدينة. وهي ملحوظة

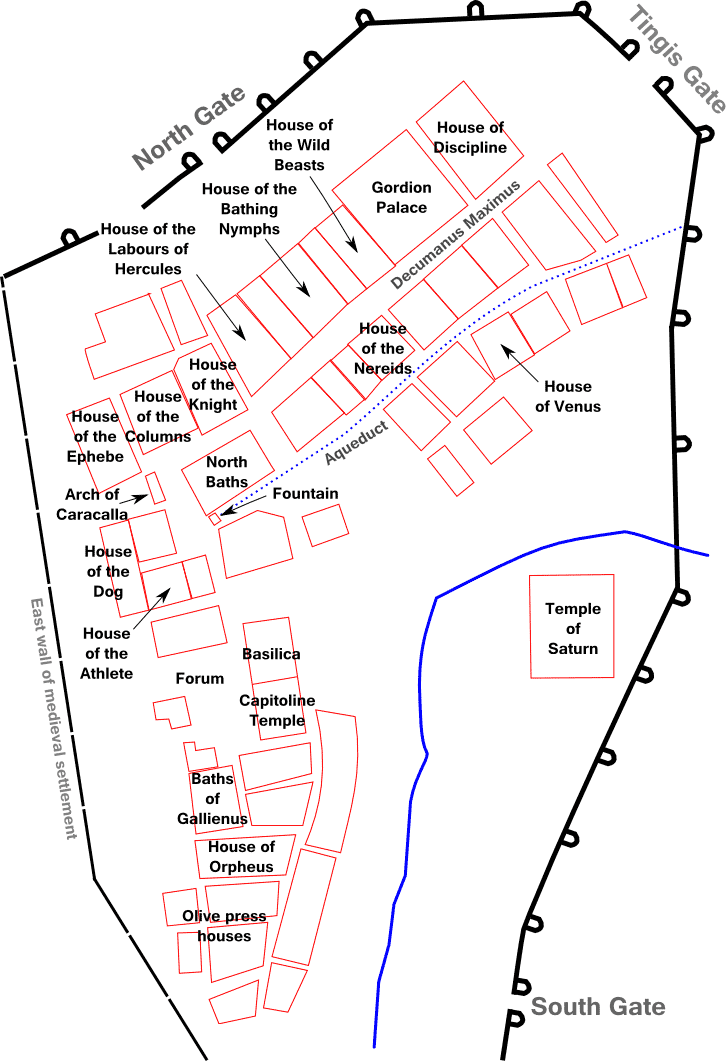
مخطط وليلي، يشير إلى بعض المباني الأكثر شهرة

بشكل خاص للفسيفساء الجميلة التي تم اكتشافها في عدد من المباني والتي لا تزال في الموقع في المنازل التي وضعت فيها. كانت المباني مصنوعة في الغالب من الحجر الجيري الرمادي والأزرق المستخرج محليا. لم يتبق سوى القليل جدا من المستوطنة البونيقية الأصلية، حيث تقع تحت المباني الرومانية اللاحقة.
يقف تل كبير من أصل وغرض غير مؤكدين تقريبا في وسط المنطقة المحفورة، بين الأجزاء القديمة والجديدة من المدينة. تم تقديم نظريات مختلفة لشرح ذلك، مثل أنه كان موقع دفن، أو هيكل ديني من نوع ما، أو نصب جنائزي أو نصب تذكاري للنصر الروماني. ومع ذلك، لا تزال هذه فرضيات غير مثبتة.

### المباني العامة
يمكن رؤية مبنيين عامين رئيسيين بسهولة في وسط المدينة - البازيليكا ومعبد الكابيتولين. تم استخدام البازيليكا لإقامة العدل وحكم المدينة. اكتملت في عهد ماكرينوس في أوائل القرن الثالث، وهي واحدة من أرقى البازيليكا الرومانية في إفريقيا. وربما تم تصميمها على غرار تلك الموجودة في لبدة ماجنا في ليبيا. يبلغ طول المبنى 42.2 مترا (138 قدما) وعرضه 22.3 مترا (73 قدما) وكان في الأصل من طابقين. يهيمن على الداخل صفان من الأعمدة يؤطران الأبراج في كل طرف من طرفي المبنى حيث جلس القضاة. يطل الجدار الخارجي للبازيليكا، الذي يواجه الأعمدة، على المنتدى الذي عقدت فيه الأسواق. كما اصطفت المعابد الصغيرة والمكاتب العامة في المنتدى الذي تبلغ مساحته 1300 م 2 (14000 قدم مربع)،  والذي كان مليئا بتماثيل الأباطرة وكبار الشخصيات المحلية، والتي لم يتبق منها سوى الركائز الآن. لا يعرف الكثير عن المباني العامة التي كانت موجودة في وليلي قبل بداية القرن الثالث، حيث تم بناء المباني المرئية حاليا على أسس الهياكل السابقة.
يقع معبد الكابيتولين خلف البازيليكا داخل ما كان يمكن أن يكون في الأصل فناء مقنطرا. يقف مذبح في الفناء أمام 13 درجة تؤدي إلى المعبد ذي الأعمدة الكورنثية، والذي كان يحتوي على خلية واحدة. كان المبنى ذا أهمية كبيرة للحياة المدنية حيث كان مخصصا للآلهة الرئيسية الثلاثة للدولة الرومانية، جوبيتر وجونو ومينيرفا. عقدت التجمعات المدنية أمام المعبد لطلب مساعدة الآلهة أو لشكرهم على النجاحات في المشاريع المدنية الكبرى مثل خوض الحروب. تصميم المعبد، الذي يواجه الجدار الخلفي للبازيليكا، غير عادي إلى حد ما وقد اقترح أنه ربما تم بناؤه فوق ضريح موجود. نقش تم العثور عليه في عام 1924 يسجل أنه أعيد بناؤه في عام 218. تم ترميمه جزئيا في عام 1955 وتم ترميمه بشكل أكبر في عام 1962، حيث أعاد بناء 10 من أصل 13 درجة، وجدران الخلية والأعمدة. كان هناك أربعة أضرحة صغيرة أخرى داخل منطقة المعبد، أحدها مخصص فينوس.

كان هناك خمسة معابد أخرى في المدينة، أبرزها ما يسمى ب "معبد ساتورن " الذي كان يقف على الجانب الشرقي من وليلي. يبدو أنه تم بناؤه فوق أو تم تحويله من معبد بونيقي سابق، والذي ربما كان مخصصا للبعل. إنه ملاذ بجدار محيط ورواق ثلاثي الجوانب. في داخلها كان معبد صغير مع سيلا مبنية على منصة ضحلة. إن التماهي التقليدي للمعبد مع ساتورن افتراضي بحت ولم يتم قبوله بشكل عام.

مبان عامة في وليلي
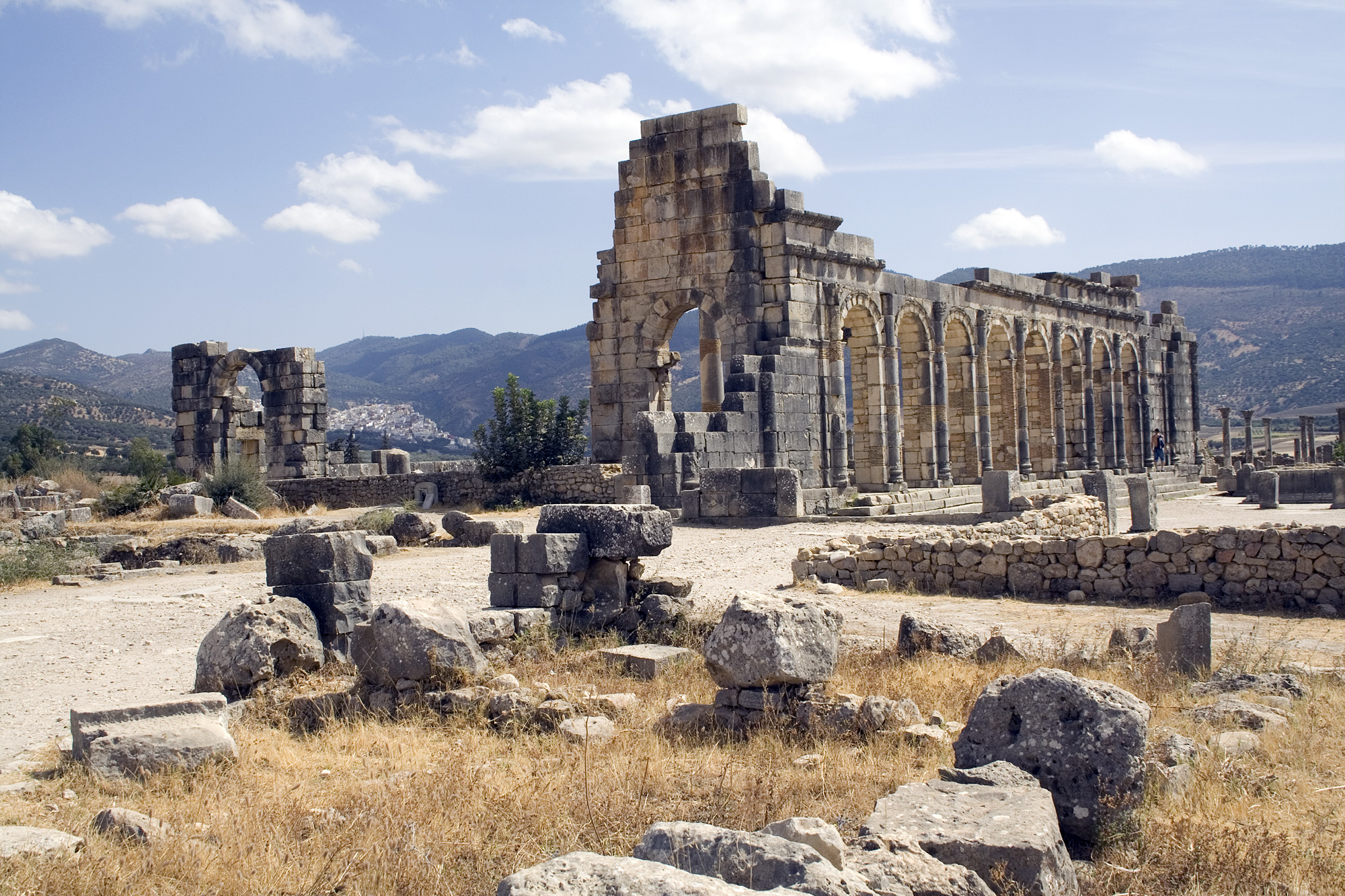
الجزء الخارجي من الكنيسة في وليلي
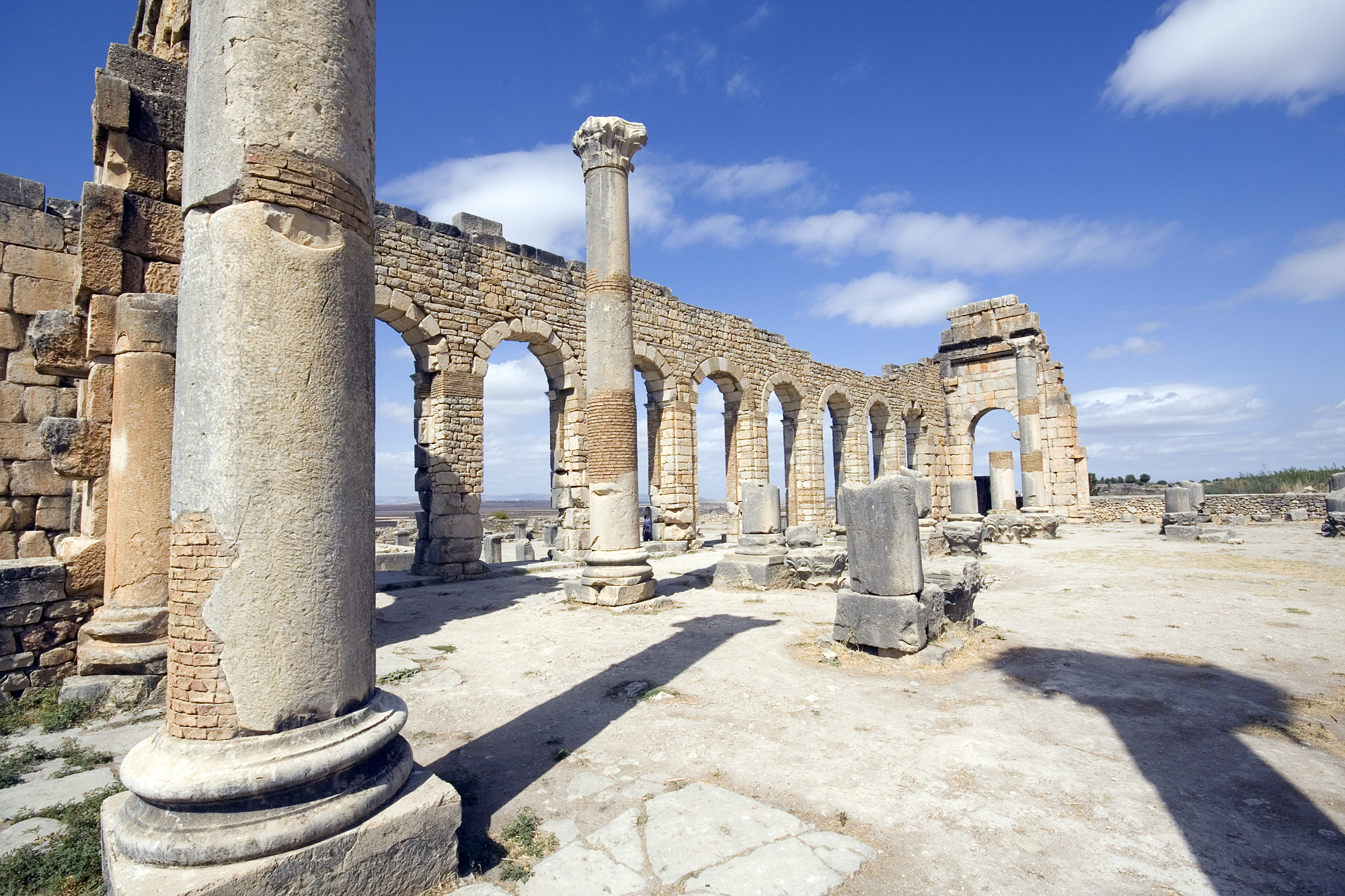
داخل البازيليكا
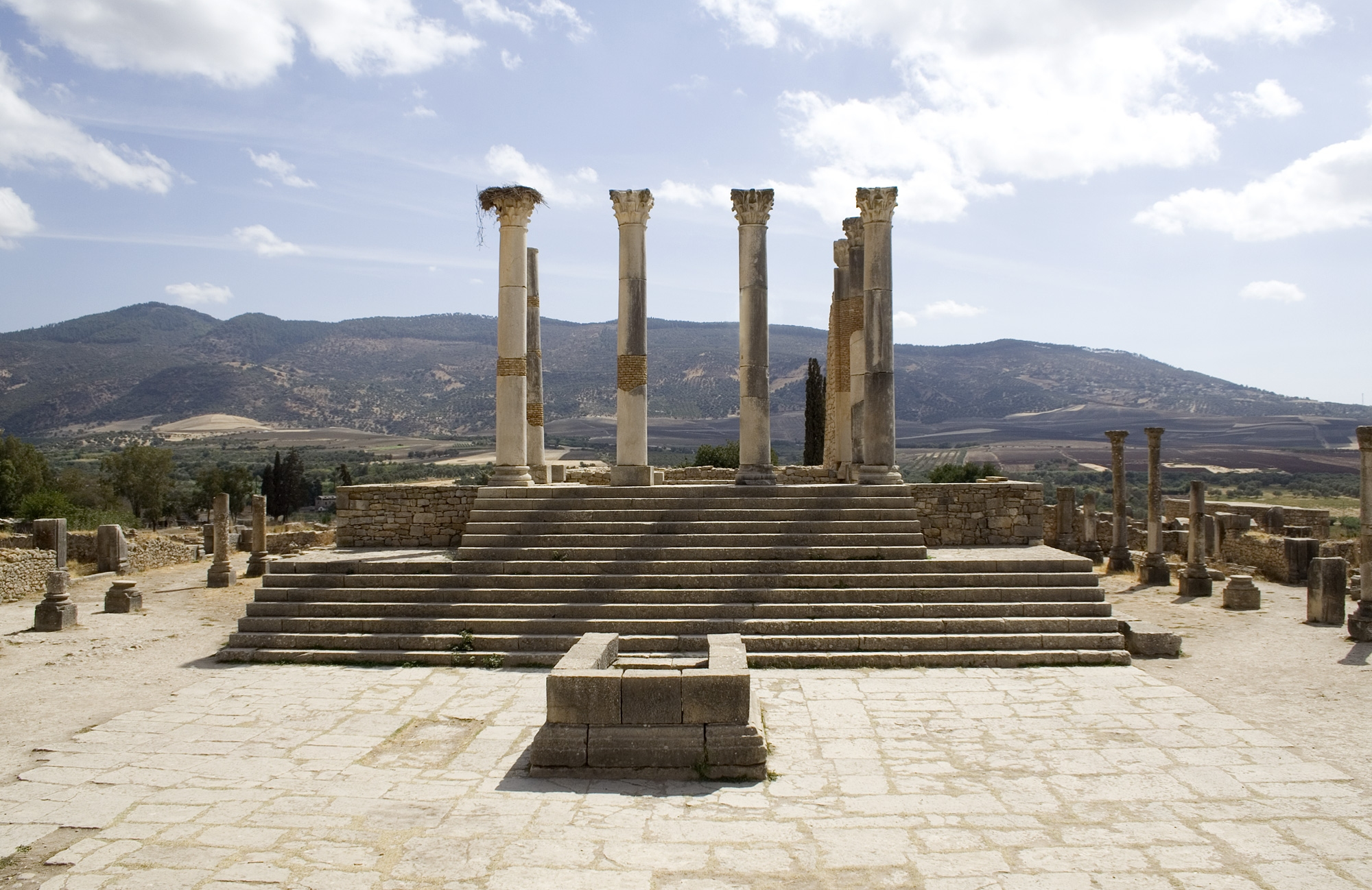
معبد الكابيتولين

تمتلك وليلي أيضا ثلاث مجموعات على الأقل من الحمامات العامة. لا يزال من الممكن رؤية بعض الفسيفساء في حمامات غالينوس، التي أعاد تزيينها من قبل هذا الإمبراطور في عقد 260 لتصبح الحمامات الأكثر فخامة في المدينة. كانت الحمامات الشمالية القريبة هي الأكبر في المدينة، حيث تغطي مساحة تبلغ حوالي 1500 م 2 (16000 قدم مربع). ربما تم بناؤها في زمن هادريان.

### قوس النصر
يعد قوس كاراكلا أحد المعالم السياحية الأكثر تميزا في وليلي، ويقع في نهاية الشارع الرئيسي في المدينة ديكومانوس ماكسيموس. على الرغم من أنه ليس رائعا من الناحية المعمارية،  إلا أن قوس النصر يشكل تباينا بصريا مذهلا مع بوابة تينجيس الأصغر في الطرف البعيد من ديكومانوس. تم بناؤه في عام 217 من قبل حاكم المدينة، ماركوس أوريليوس سيباستينوس، لتكريم الإمبراطور كاراكلا ووالدته جوليا دومنا. كان كاراكلا نفسه من شمال إفريقيا وقد منح الجنسية الرومانية مؤخرا لسكان مقاطعات روما. ومع ذلك، بحلول الوقت الذي تم فيه الانتهاء من القوس، قتل كل من كاراكلا وجوليا على يد مغتصب.

تم بناء القوس من الحجر المحلي وكان يعلوه في الأصل عربة برونزية تجرها ستة خيول. سكبت تماثيل الحوريات الماء في أحواض رخامية منحوتة عند سفح القوس. تم تمثيل كاراكلا وجوليا دومنا في تماثيل نصفية على ميداليات، على الرغم من تشويهها. أعاد الفرنسيون بناء النصب التذكاري بين عامي 1930 و1934. ومع ذلك، فإن الاستعادة غير مكتملة وذات دقة متنازع عليها. أعيد بناء النقش الموجود أعلى القوس من الشظايا التي لاحظها ويندوس في عام 1722، والتي كانت منتشرة على الأرض أمام القوس.

قوس كاراكلا في وليلي
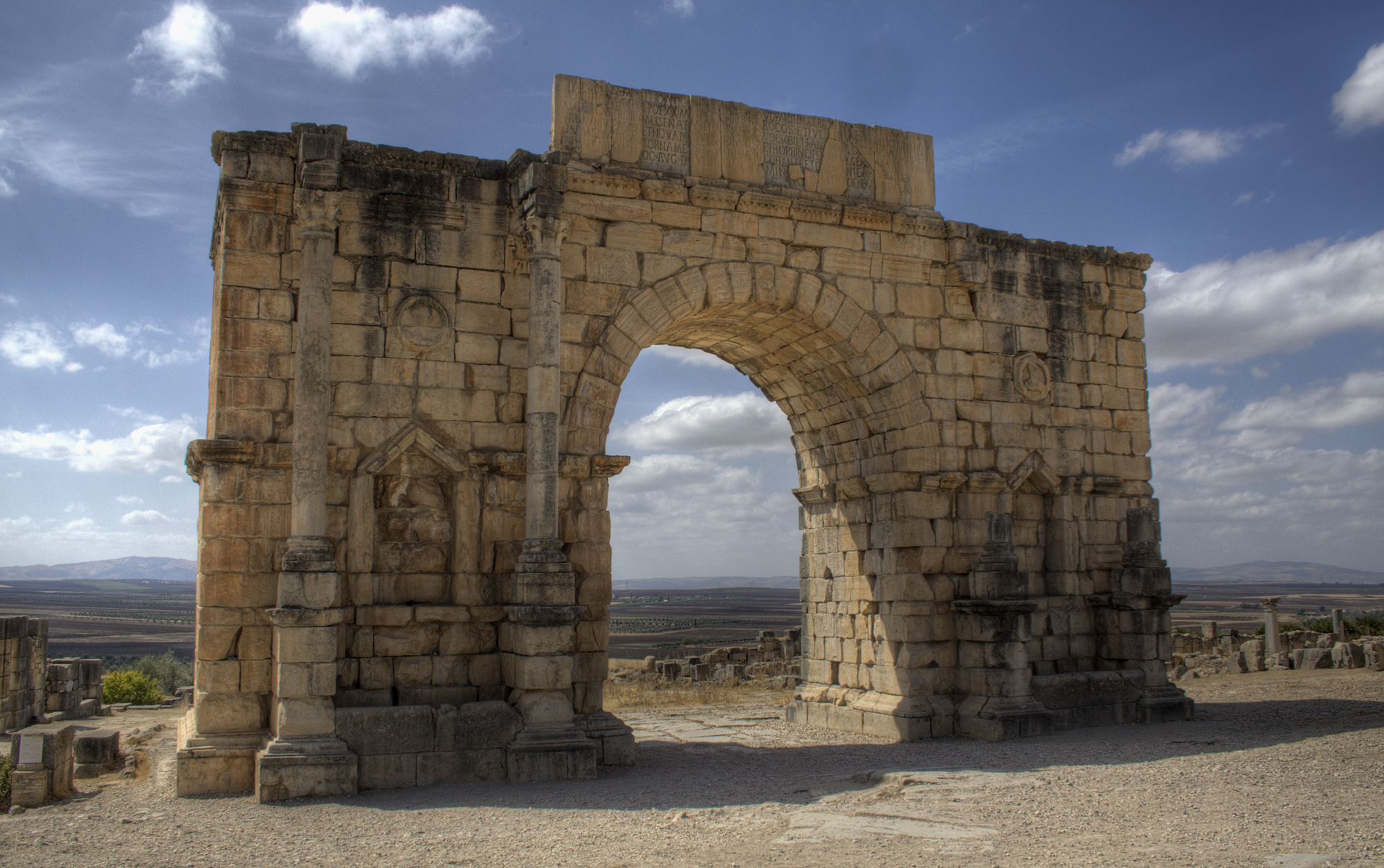
الجانب الشمالي من قوس كاراكلا
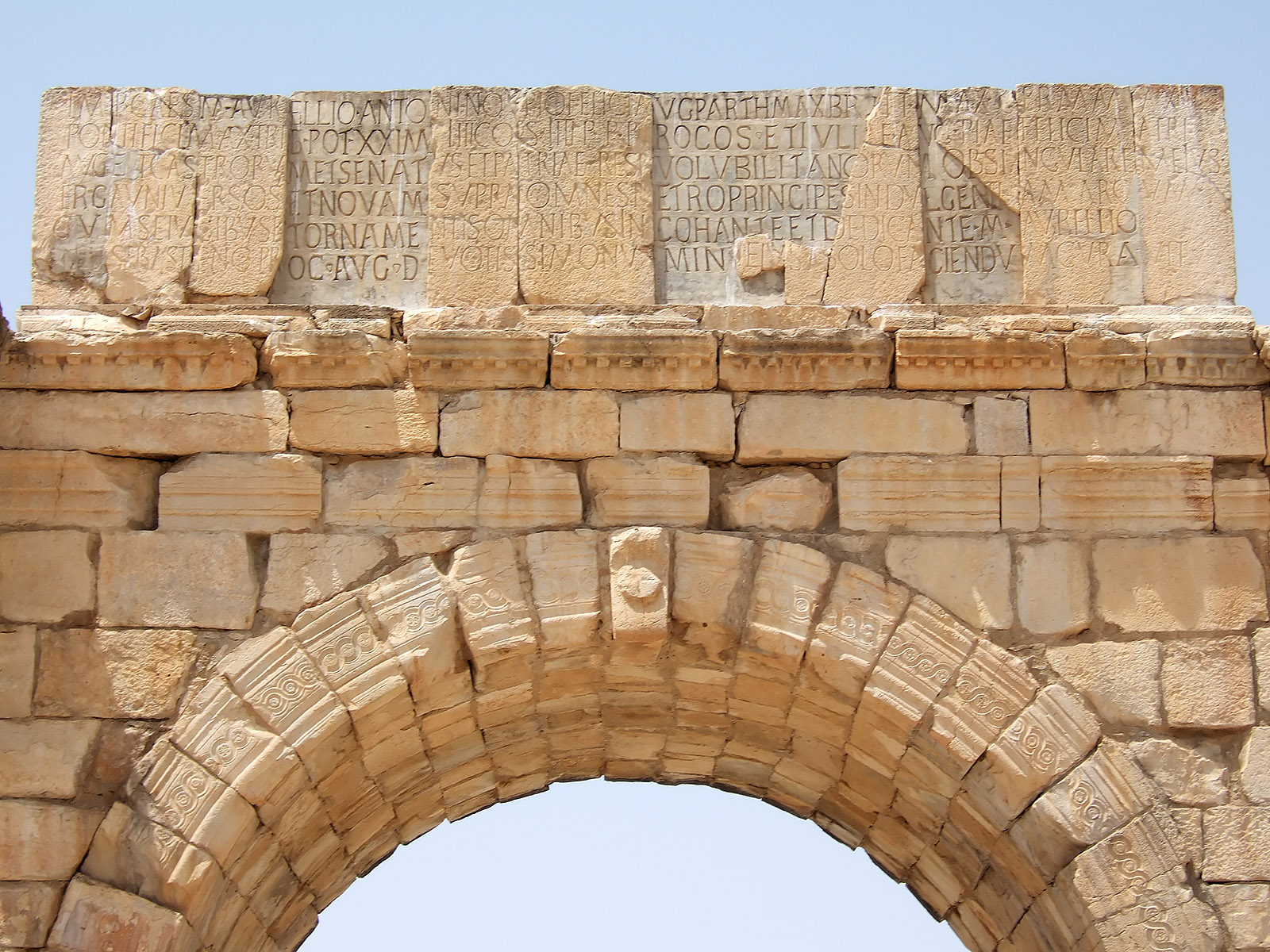
نقش إهداء
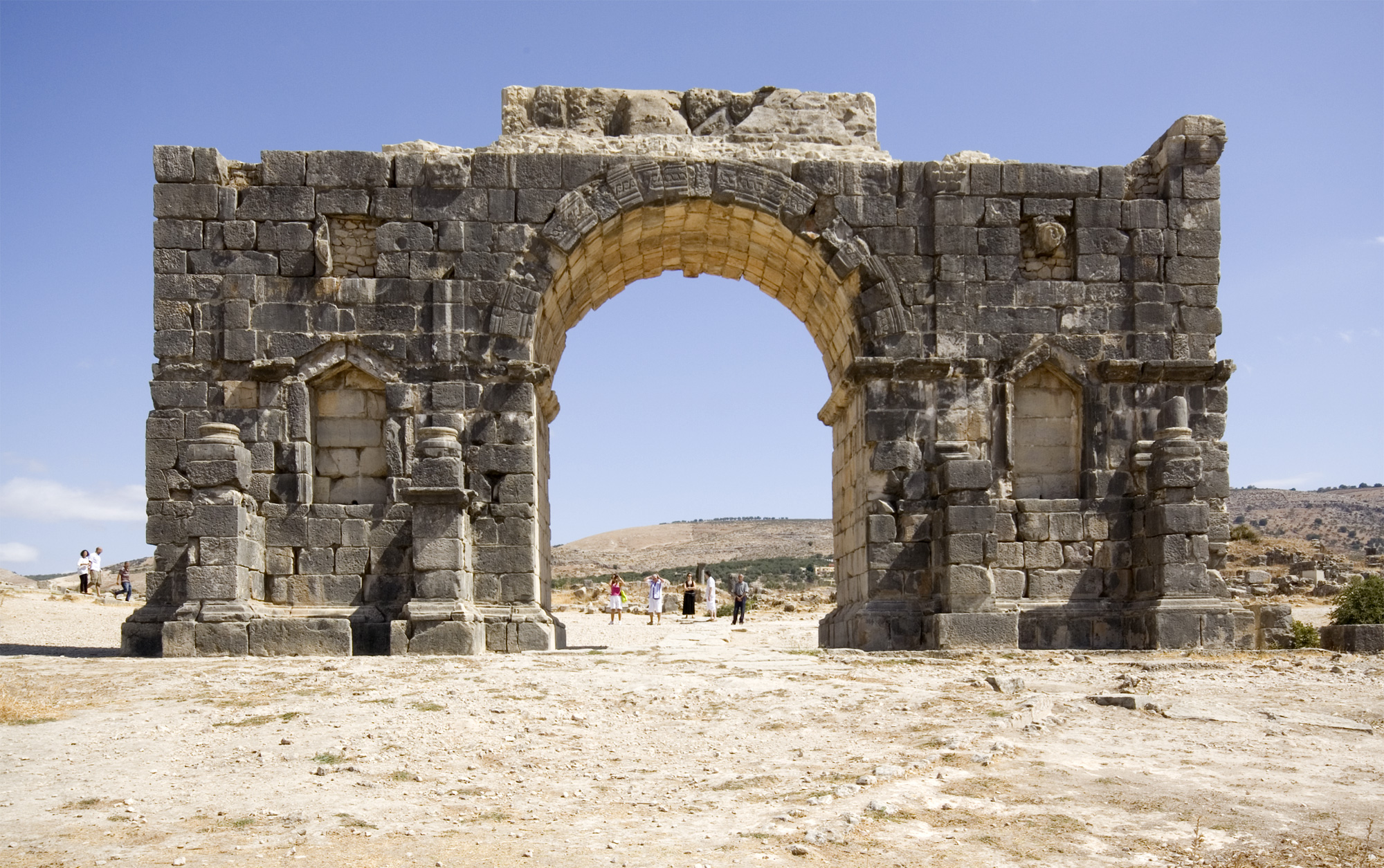
الجانب الجنوبي من قوس كاراكلا

ترجمة النقش (بعد توسيع الاختصارات):
بالنسبة للإمبراطور قيصر، ماركوس أوريليوس أنطونينوس [كاراكلا]، أوغسطس الورع المحظوظ، أعظم منتصر في الفرثية، أعظم منتصر في بريطانيا، أعظم منتصر في ألمانيا، بونتيفكس ماكسيموس، الذي يحمل سلطة المدافع عن العامة للمرة العشرين، إمبراطور للمرة الرابعة، قنصل للمرة الرابعة، والد البلاد، بروكونسول، وجوليا أوغوستا [[[جوليا دومنا]]]، الورع، الأم المحظوظة للمعسكر ومجلس الشيوخ والبلد، بسبب لطفه الاستثنائي والجديد تجاه الجميع، والذي هو أفضل من برينسيبيس الذي جاء من قبل، حرصت جمهورية وليلي على صنع هذا القوس من الألف إلى الياء، بما في ذلك عربة تجرها ستة خيول وجميع الحلي، مع ماركوس أوريليوس سيباستينوس، المدعي العام، الذي كرس نفسه بعمق لألوهية أغسطس، وبدأه وكرسه.

### المنازل والقصور
تتراوح المنازل الموجودة في وليلي من القصور المزينة بشكل غني إلى هياكل بسيطة من غرفتين من الطوب اللبن يستخدمها سكان المدينة الأكثر فقرا. تشهد ثروة المدينة الكبيرة من خلال التصميم المتقن لمنازل الأثرياء، وبعضها يحتوي على فسيفساء كبيرة لا تزال في الموقع. تم تسميتهم من قبل علماء الآثار بعد الفسيفساء الرئيسية (أو اكتشافات أخرى):
- وهكذا أخذ بيت أورفيوس في الجزء الجنوبي من المدينة اسمه من فسيفساء أورفيوس الكبيرة، حيث يظهر الإله وهو يعزف على قيثارته أمام جمهور من الأشجار والطيور.[41] كما يقول باول ماكيندريك، يتم تنفيذ الفسيفساء بشكل غير فني إلى حد ما، حيث أن جميع ذات أحجام مختلفة وتواجه في اتجاهات مختلفة دون أي علاقة بأورفيوس. يبدو أن الفسيفساء قام ببساطة بنسخ أنماط من كتاب دون محاولة دمج العناصر المختلفة.[38] تقع الفسيفساء في تريكلينيوم غرفة الطعام، حيث كان رواد المطعم يتكئون على الأرائك الموضوعة على الجدران ويعجبون بالفسيفساء المركزية. يمكن رؤية فسيفساء أخرى في الأذين، الذي يصور أمفيتريت في عربة يجرها فرس البحر وترافقها مخلوقات بحرية أخرى، وفي غرف الاستحمام. تحتوي إحدى الغرف خارج الفناء الرئيسي على فسيفساء من الدلفين، يعتبرها الرومان حيوانا محظوظا.[41]
- يحتوي البيت الرياضي أو Desultor، الواقع بالقرب من المنتدى، على فسيفساء فكاهية لرياضي أو بهلوان يركب حمارا من الخلف إلى الأمام بينما يحمل كوبا في يده الممدودة.[48] قد يمثل سيلينوس(شخصية أسطورية يونانية قديمة).[51] تقع أرقى المنازل في المدينة بجوار ديكومانوس ماكسيموس. خلف صفوف من المتاجر التي تصطف في الشارع تحت أروقة. تم دخولهم من الشوارع الجانبية بين المحلات التجارية
- تم تسمية بيت الأفيبي على اسم تمثال برونزي تم العثور عليه هناك. يحتوي على فناء داخلي بارز يؤدي إلى عدد من الغرف العامة المزينة بالفسيفساء، بما في ذلك تصوير باخوس في عربة تجرها الفهود.
- يحتوي بيت الفارس المجاور أيضا على فسيفساء من باخوس، تظهر هذه المرة وهي تواجه أريادني النائمة، التي أنجبت منه لاحقا ستة أطفال.[48] أخذ المنزل اسمه من تمثال برونزي لراكب تم العثور عليه هنا في عام 1918 وهو معروض الآن في المتحف الأثري في الرباط.[52] كان مبنى كبيرا، تبلغ مساحته حوالي 1700 م 2 (18000 قدم مربع)، ويتضمن مساحة كبيرة مخصصة للأنشطة التجارية بما في ذلك ثمانية أو تسعة متاجر تفتح على الطريق ومجمع كبير لعصر الزيتون.[53]
- - فسيفساء في وليلي
  - فسيفساء باخوس تواجه أريادني النائمة من بيت الفارس
  - فسيفساء الفصول الأربعة في الموقع في بيت عمال هرقل
  - فسيفساء أعمال هرقل
  - فسيفساء ديانا وحوريتها فوجئت بإيكتيان أثناء الاستحمام، من بيت فينوس
  - فسيفساء ديانا في بيت فينوس
  - فسيفساء أعمال هرقل
  - فسيفساء في بيت الرياضي
  - فسيفساء في بيت الوحوش البرية

فسيفساء في وليلي
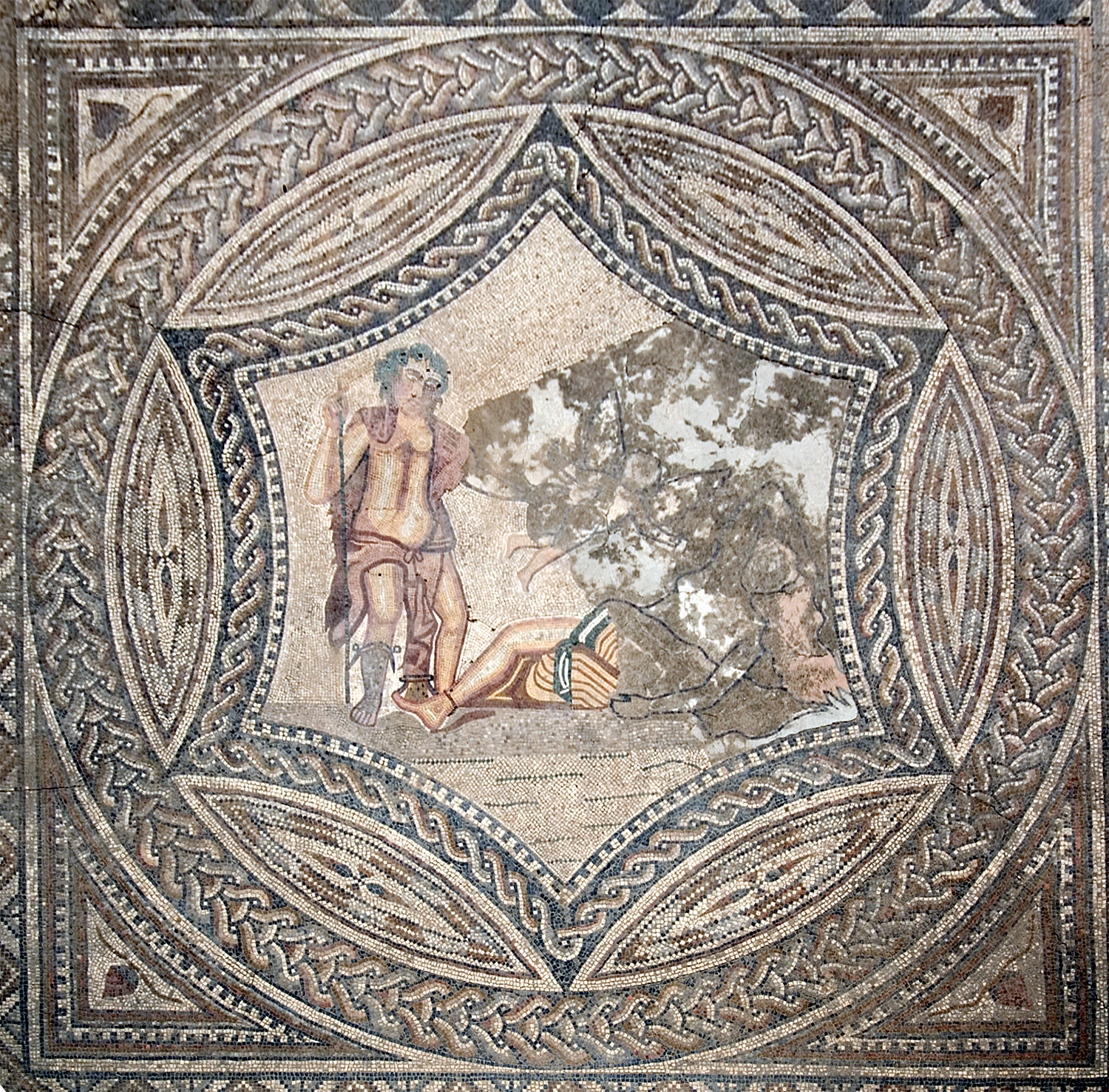
فسيفساء باخوس تواجه أريادني النائمة من بيت الفارس

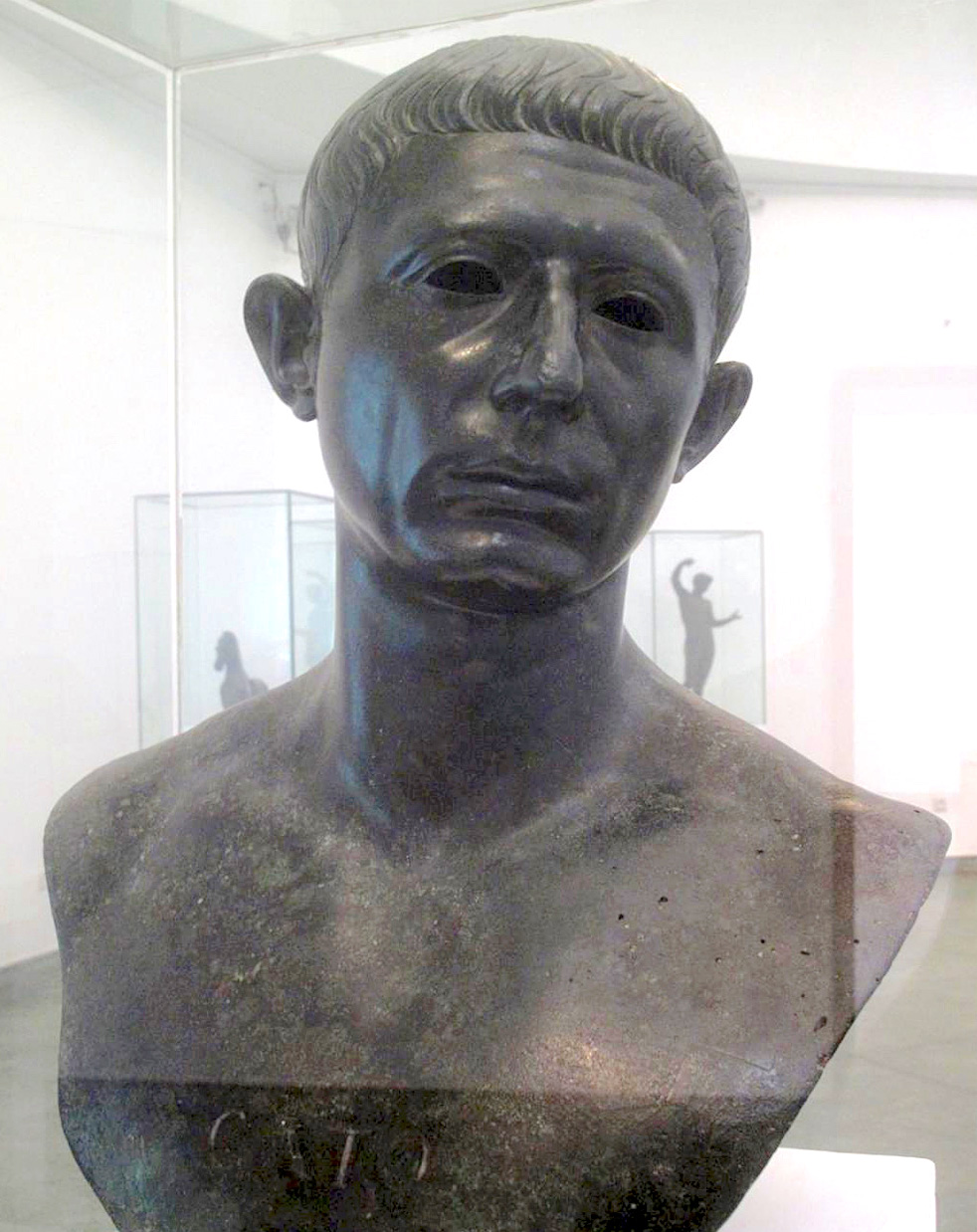
تمثال نصفي من البرونز لكاتو الأصغر، تم العثور عليه في منزل فينوس عام 1918

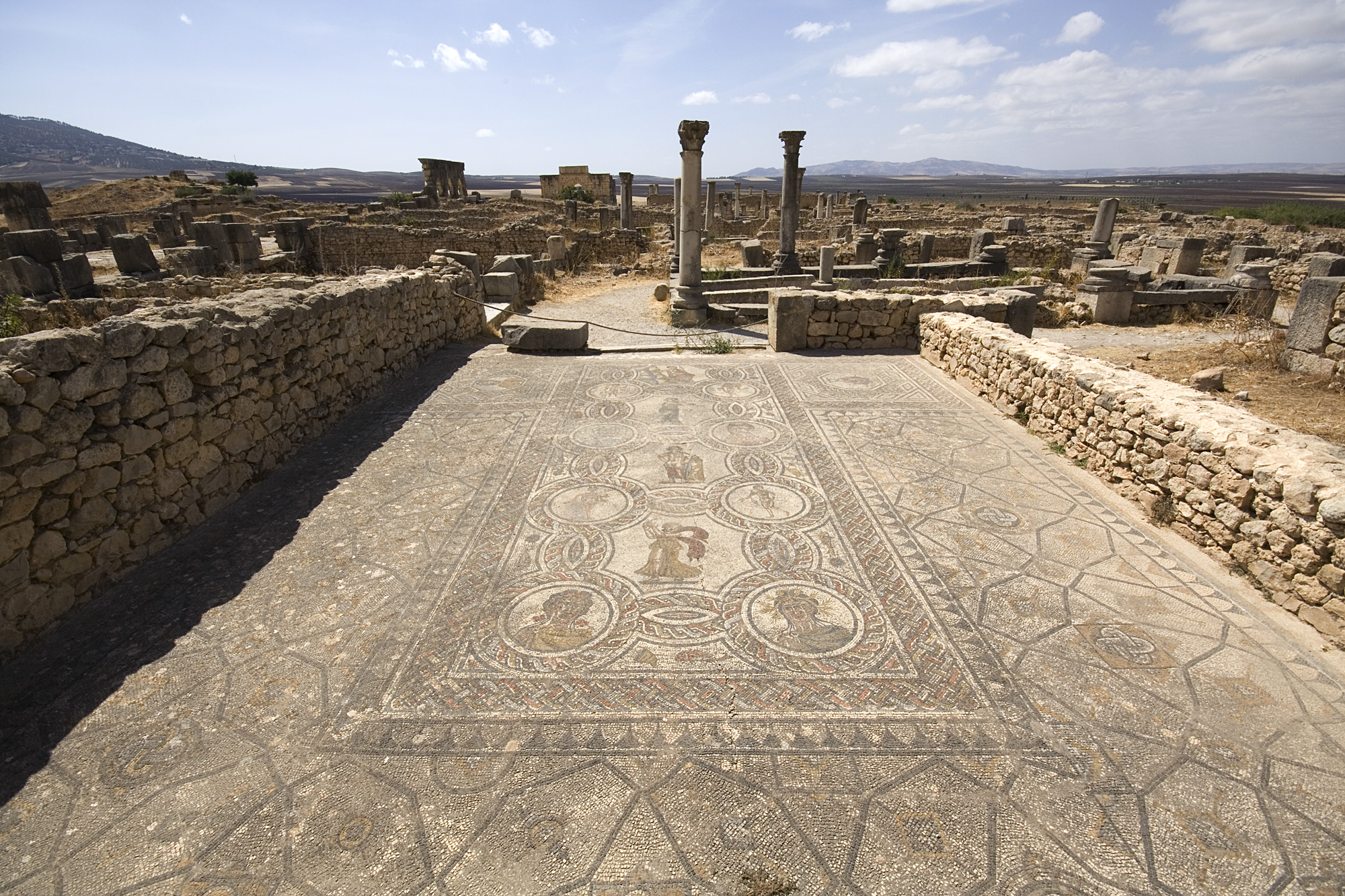
تم تسمية بيت أعمال هرقل على اسم الفسيفساء التي تصور المهام الاثني عشر التي كان على نصف الآلهة القيام بها كتكفير عن قتل تمثال نصفي من البرونز لكاتو الأصغر، تم العثور عليه في منزل فينوس عام 1918زوجته وأطفاله. يعتقد أنه تم إنشاؤه في عهد الإمبراطور كومودوس، الذي عرف نفسه بهرقل. تم تصوير جوبيتر وعشيقته غانيميد والفصول الأربعة في فسيفساء أخرى في المنزل.[54] كان المنزل ذو حجم فخم، مع 41 غرفة تغطي مساحة 2000 م 2 (22000 قدم مربع).
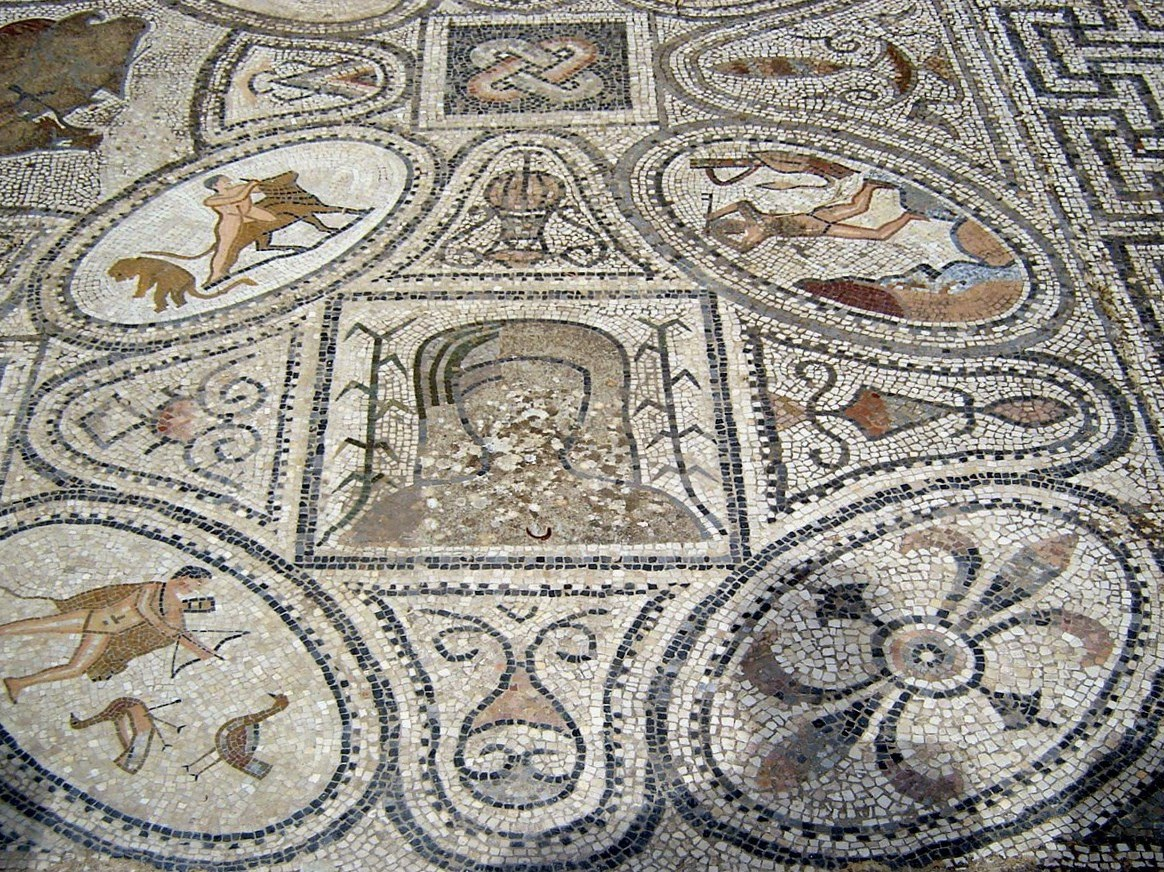
فسيفساء أعمال هرقل

- يقع مبنى يطلق عليه اسم قصر غورديان في أعلى ديكومانوس ماكسيموس. كان أكبر مبنى في المدينة وربما كان مقر إقامة الحاكم، بدلا من الإمبراطور غورديان الثالث. أعيد بناؤها في عهد غورديان في منتصف القرن 3. جمعت بين منزلين منفصلين لإنشاء مجمع من 74 غرفة مع ساحات فناء وحمامات خاصة تخدم الوظائف المنزلية والرسمية.[55] كما تضمنت واجهة ذات أعمدة مع عشرات المتاجر خلف الأعمدة، ومصنع نفط يتكون من ثلاث معاصر نفط ومخزن نفط في الركن الشمالي الشرقي من المجمع.[43] زخرفة قصر غورديان اليوم واضحة تماما مع بقاء عدد قليل من الفسيفساء الهزيلة. على الرغم من مكانتها العالية المفترضة، يبدو أن الأرضيات قد تم تقديمها في الغالب مع المفصص (ابوس سكتايل) بدلا من تزيينها بالفسيفساء.[42] تشهد النقوش الموجودة في القصر على تدهور المدينة وسقوطها في نهاية المطاف. يسجلون سلسلة من المعاهدات التي تم التوصل إليها مع زعماء البربر المحليين، وزاد عددهم حيث أصبحت المدينة أكثر عرضة للخطر وضغط رجال القبائل بشدة. بحلول وقت المعاهدة النهائية، قبل بضع سنوات فقط من سقوط المدينة، كان يتم التعامل مع الزعماء على أنهم متساوون فعليا مع روما - وهو مؤشر على مدى تراجع القوة الرومانية في المنطقة.[55] يشير آخر مذبحين منقوشين من 277 و280 إلى foederata et diuturna pax ("سلام موحد ودائم")، على الرغم من أن هذا ثبت أنه أمل بائس، حيث سقطت وليلي بعد ذلك بوقت قصير.[56]
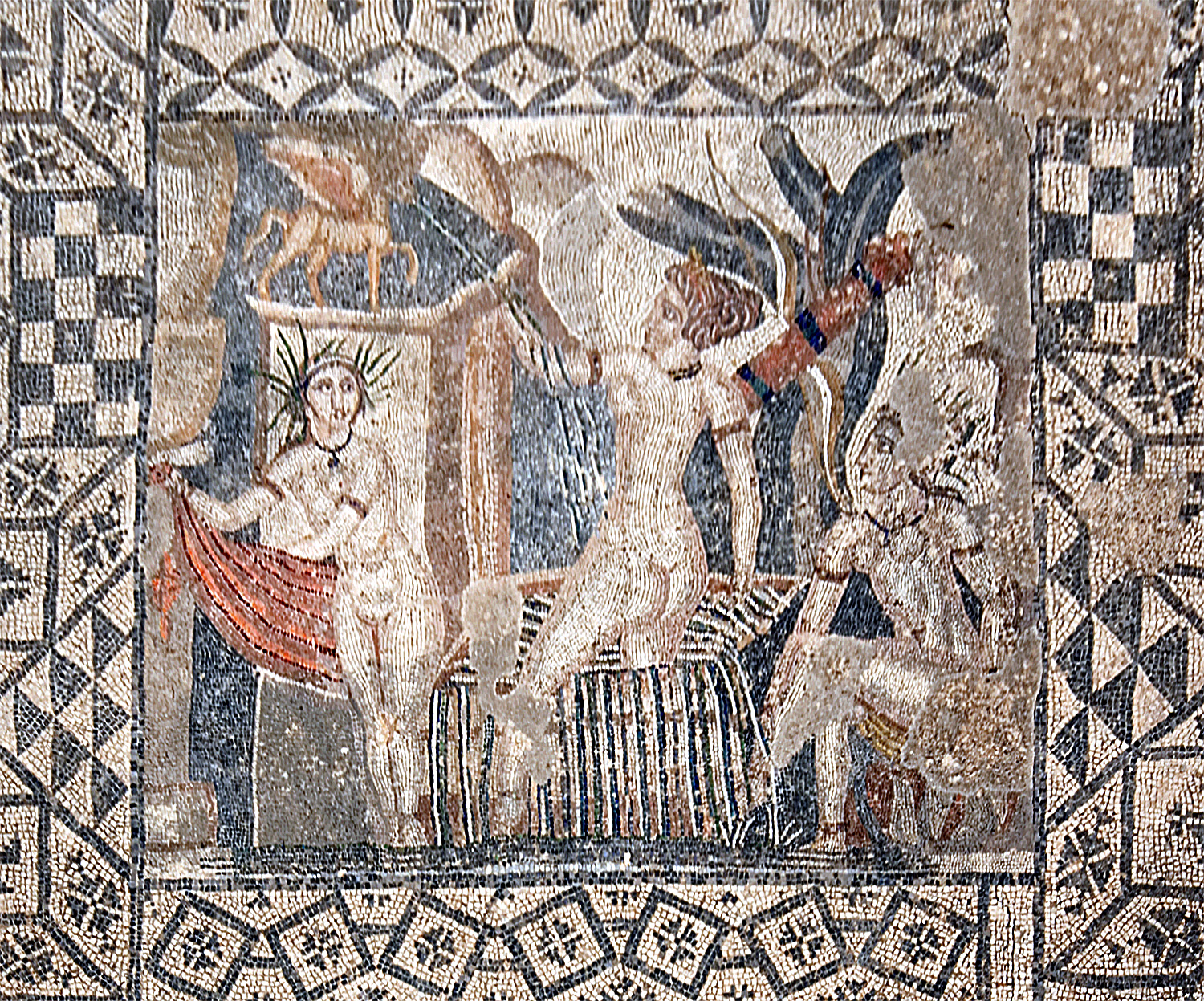
كان بيت فينوس، باتجاه الجانب الشرقي من المدينة تحت شجرة سرو بارزة، أحد أفخم المساكن في المدينة. كان يحتوي على مجموعة من الحمامات الخاصة والديكور الداخلي الغني، مع الفسيفساء الجميلة التي يعود تاريخها إلى القرن الثاني الميلادي، وتظهر مشاهد حيوانية وأسطورية. كانت هناك فسيفساء في سبعة ممرات وثماني غرف.[42] يحتوي الفناء المركزي على فسيفساء خيالية تصور عربات السباق في ميدان سباق الخيل، تجرها فرق من الطاووس والإوز والبط. تمت إزالة فسيفساء فينوس التي سمي المنزل على اسمها إلى طنجة، ولكن في الغرفة المجاورة توجد فسيفساء لا تزال موجودة تظهر ديانا وحورية رفيقة تفاجأ بإيكتيان أثناء الاستحمام. يصور إيكتيان بقرون بدأت تنبت من رأسه حيث تحولت من قبل الإلهة الغاضبة إلى أيل، قبل أن تطارده وتقتله كلاب الصيد الخاصة به.[57] يبدو أن المنزل قد دمر بعد مرور بعض الوقت على سقوط المدينة حوالي عام 280. تفحمت فسيفساء تصور كيوبيد وهو يطعم الطيور بالحبوب بسبب ما يبدو أنه حريق مشتعل فوقها مباشرة، ربما ناتج عن الاستيلاء على المبنى من قبل المستقطنين الذين استخدموا الفسيفساء كموقع للموقد.
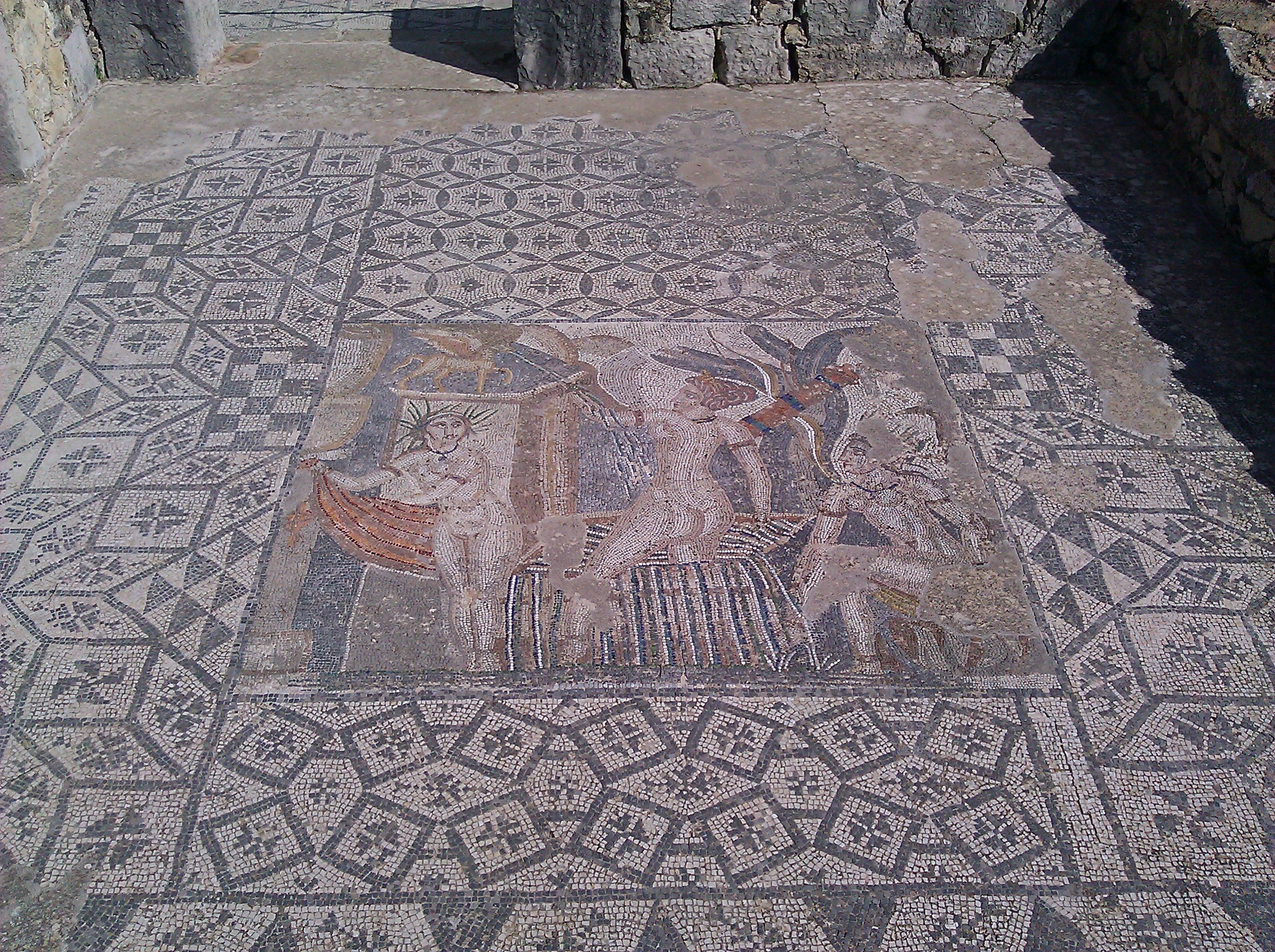
فسيفساء ديانا في بيت فينوس
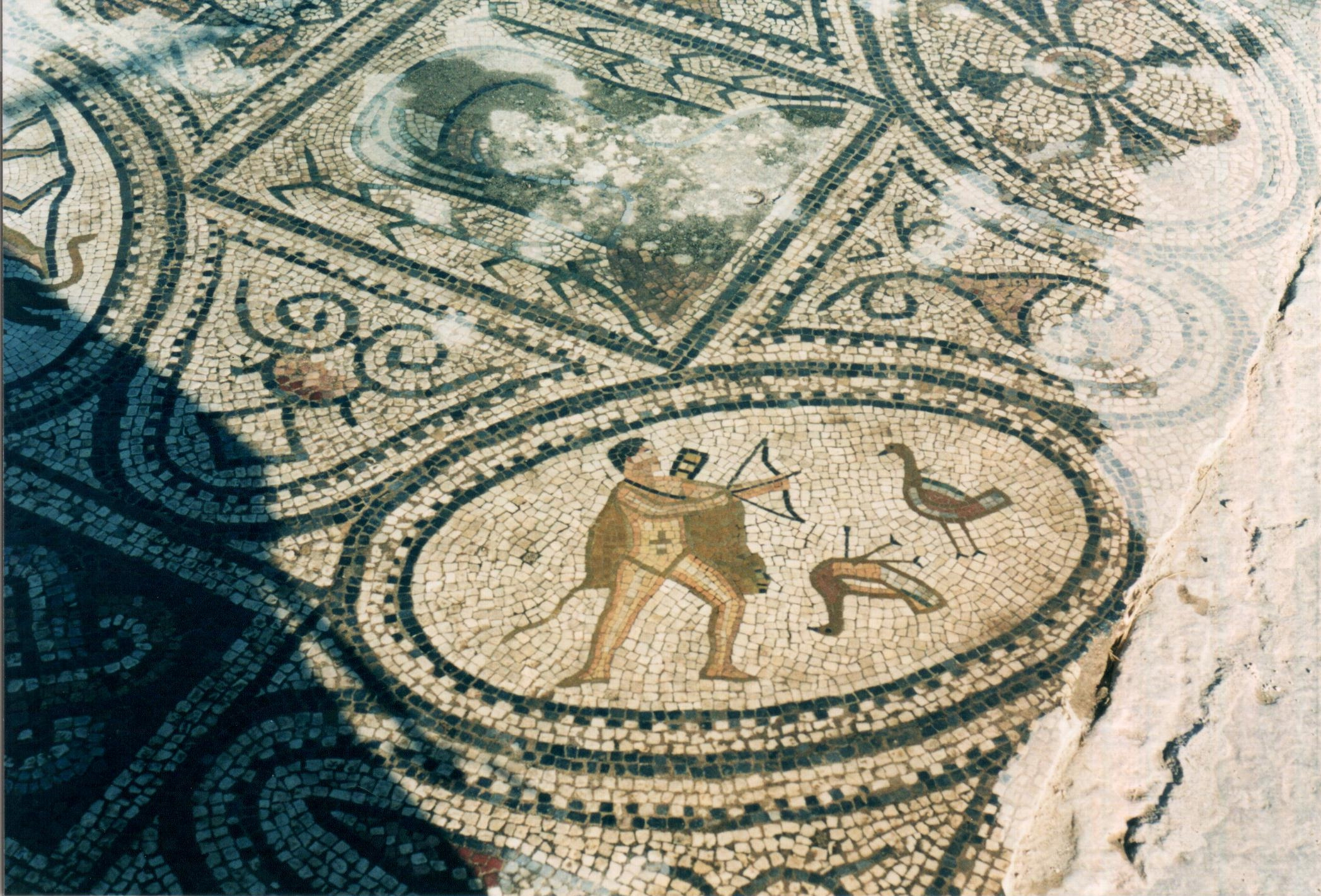
فسيفساء أعمال هرقل
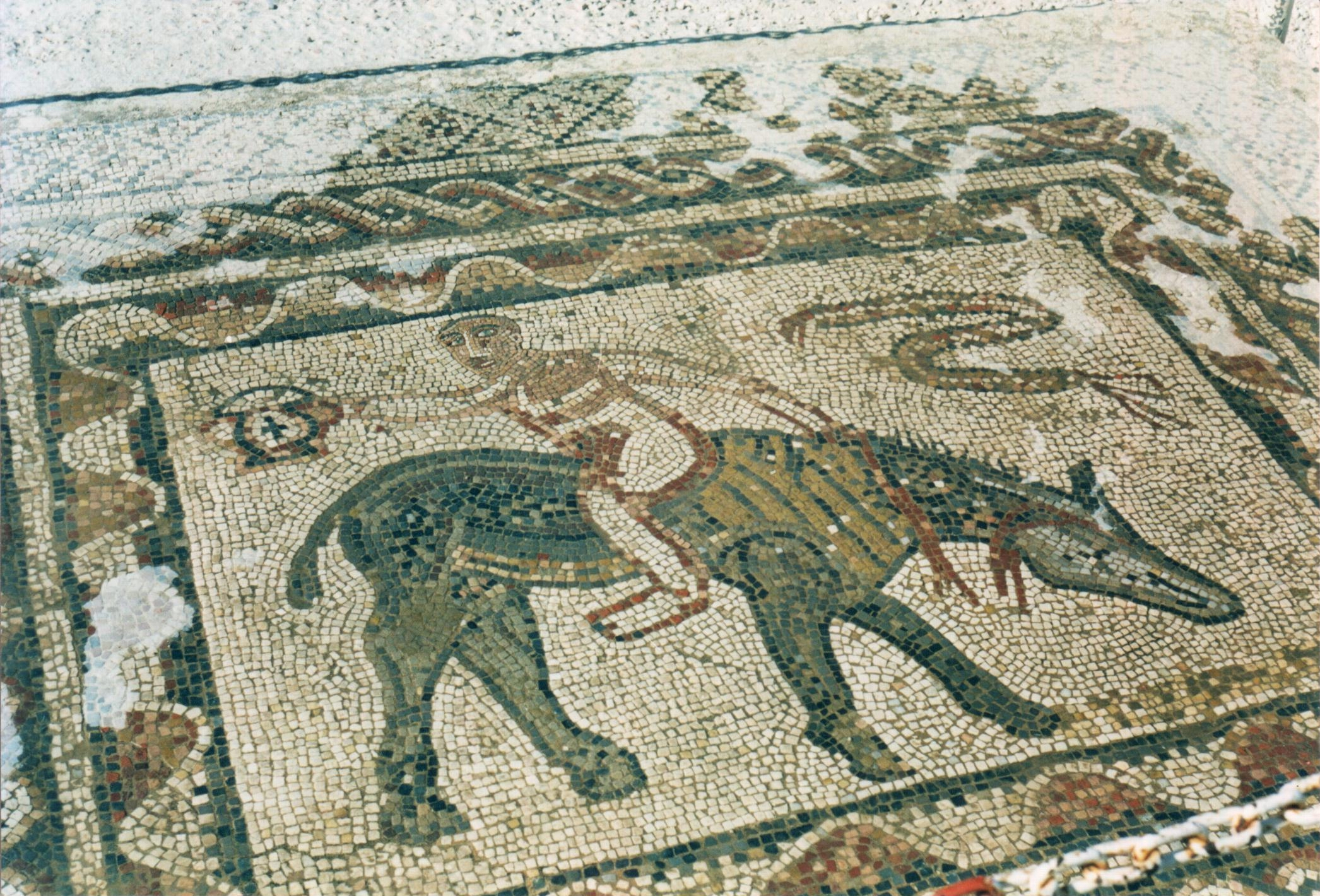
فسيفساء في بيت الرياضي
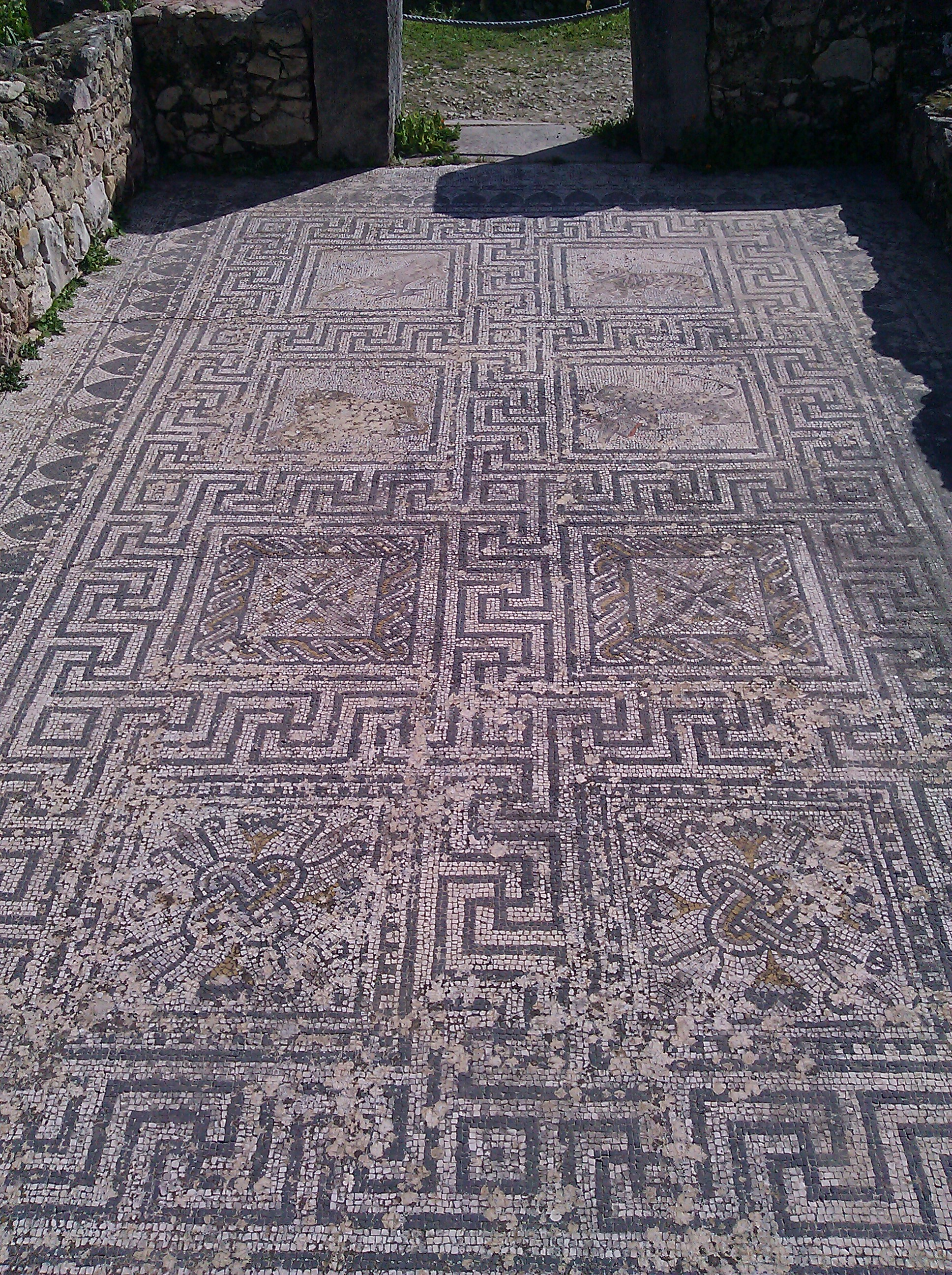
فسيفساء في بيت الوحوش البرية

كان نفس المبنى أيضا موقعا لاكتشاف تمثال نصفي من البرونز في عام 1918 بجودة عالية يصور كاتو الأصغر. واحدة من أبرز القطع الأثرية المكتشفة في وليلي، وهي معروضة الآن في المتحف الأثري في الرباط. كان لا يزال على قاعدته الأصلية عندما عثر عليه علماء الآثار. تم تأريخ التمثال النصفي إلى زمن نيرو أو فيسبازيان وقد يكون نسخة من تمثال نصفي تم إنشاؤه في حياة كاتو أو بعد ذلك بوقت قصير. يحدد نقشها موضوعها على أنه الخطيب.  تم اكتشاف تمثال نصفي بارز آخر، يصور أميرا هلنستيا، في مخبز عبر الشارع. يبدو أنه تم صنعه في نفس الوقت مع تمثال كاتو وربما جاء من منزل فينوس، حيث تشير قاعدة فارغة في غرفة أخرى إلى أن كاتو كان لديه قطعة مصاحبة. عادة ما يتم تحديد التمثال النصفي، الذي يتم عرضه أيضا في الرباط، على أنه جوبا الثاني، لكن الاحتمالات الأخرى تشمل هيرو الثاني ملك سيراكيوز، وكليومينس الثالث ملك سبارتا، ويوبا الأول أو حنبعل.

### مقر إدريس الأول
خارج أسوار المدينة مباشرة، على السهول الفيضية لوادي خومان، تم العثور على سلسلة من مباني الفناء المتشابكة، كان أكبرها يحتوي على حمام أو حمام. هذا هيكل على شكل حرف L، مع غرفة باردة مرصوفة بأحجار البلاطة ومقاعد تمتد على طول الجانبين. في النهاية تم العثور على بركة غطس مع ثلاث خطوات تؤدي إليها. من الغرفة الباردة، انتقل المرء إلى دهليز في زاوية المبنى، مزين بنقش درع مأخوذ من قوس كركلا. من هناك، انتقل أحدهم إلى الغرفة الدافئة، التي لا تزال مغطاة بقبو، وأخيرا إلى الغرفة الساخنة. تم الآن استعادة قبو هذا، ولكن من الممكن رؤية القنوات في الأرض التي يمر من خلالها الهواء الساخن. أبعد من ذلك، قام الفرن بتسخين الغرفة، وكذلك الماء الساخن الذي كان سيتدفق إلى أحواض في الزوايا. كان الفناء الذي شكل هذا الحمام الحد الغربي منه كبيرا، واحتوى على العديد من الصوامع الكبيرة لتخزين الحبوب. إلى الجنوب من هذا الفناء كان من الواضح أنه مصمم للاستقبال، مع غرف ضيقة طويلة إلى الشرق والغرب، إحداها مطلية باللون الأحمر، مع مقعد منخفض أو ديوان في أحد طرفيه. إلى الجنوب، يبدو أن الفناء الثالث، الذي تم حفره جزئيا فقط، قد تم تخصيصه للاستخدام المنزلي. تختلف الخطة، بساحاتها الكبيرة وغرفها الضيقة، اختلافا كبيرا عن الهياكل المعاصرة المكونة من غرفة واحدة أو غرفتين داخل الجدران، والتي ربما يسكنها البربر من قبيلة أوروبا. تم تأريخه بالعملات المعدنية والفخار إلى عهد إدريس الأول، وقد تم تحديده كمقر له.

## معرض الصور

وليلي فولوبيليس
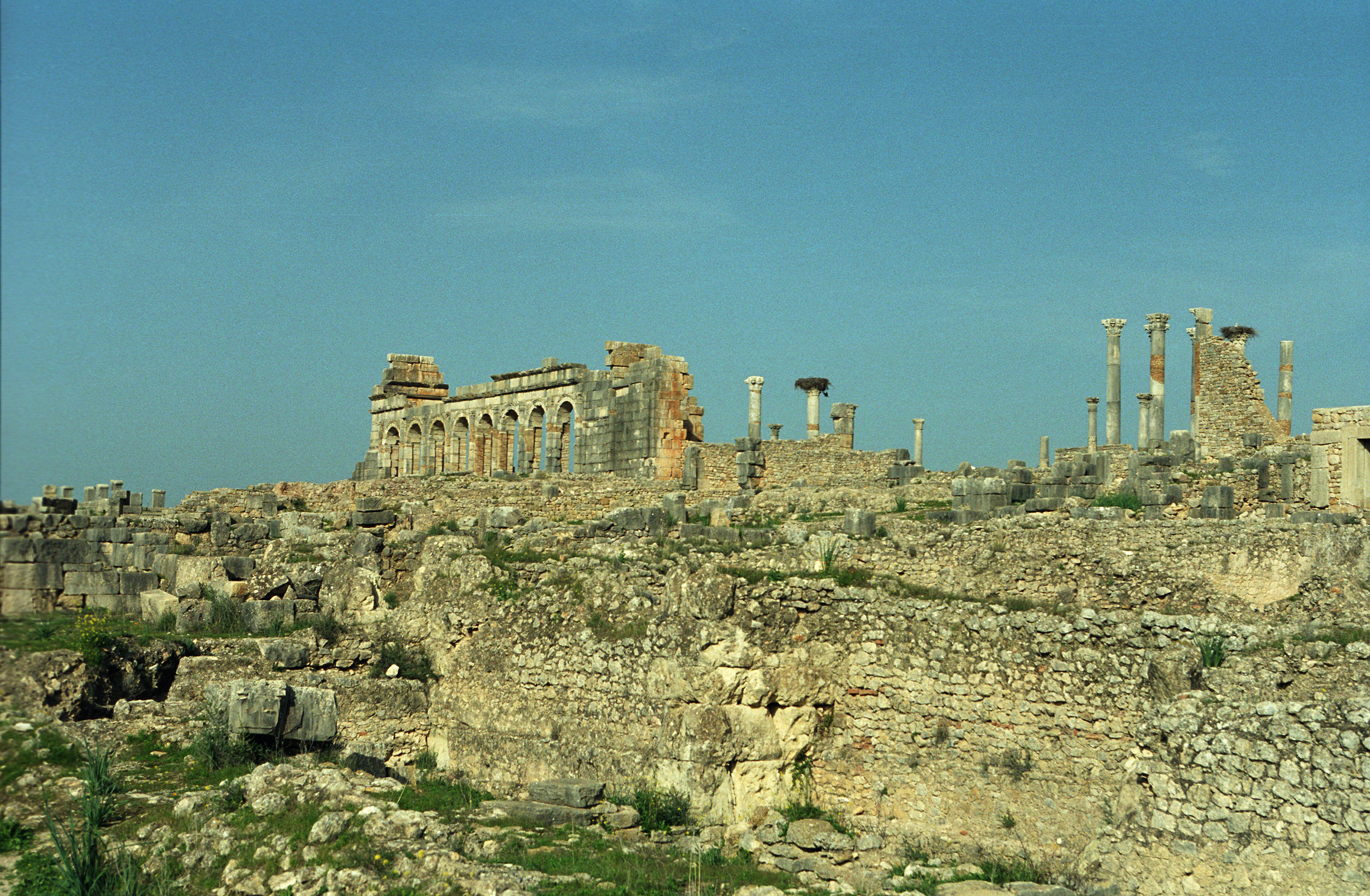
منظر عام
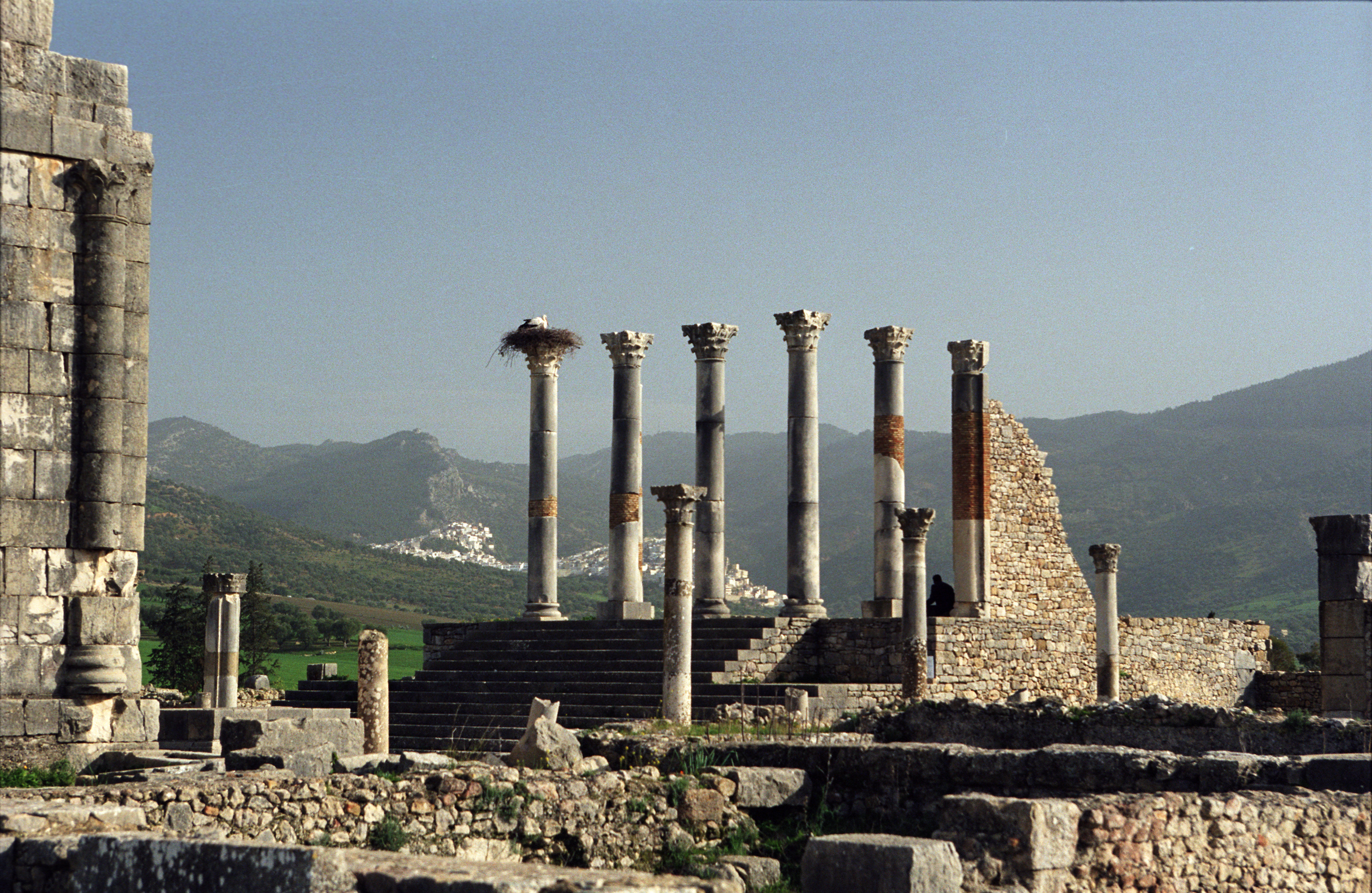
عاصمة
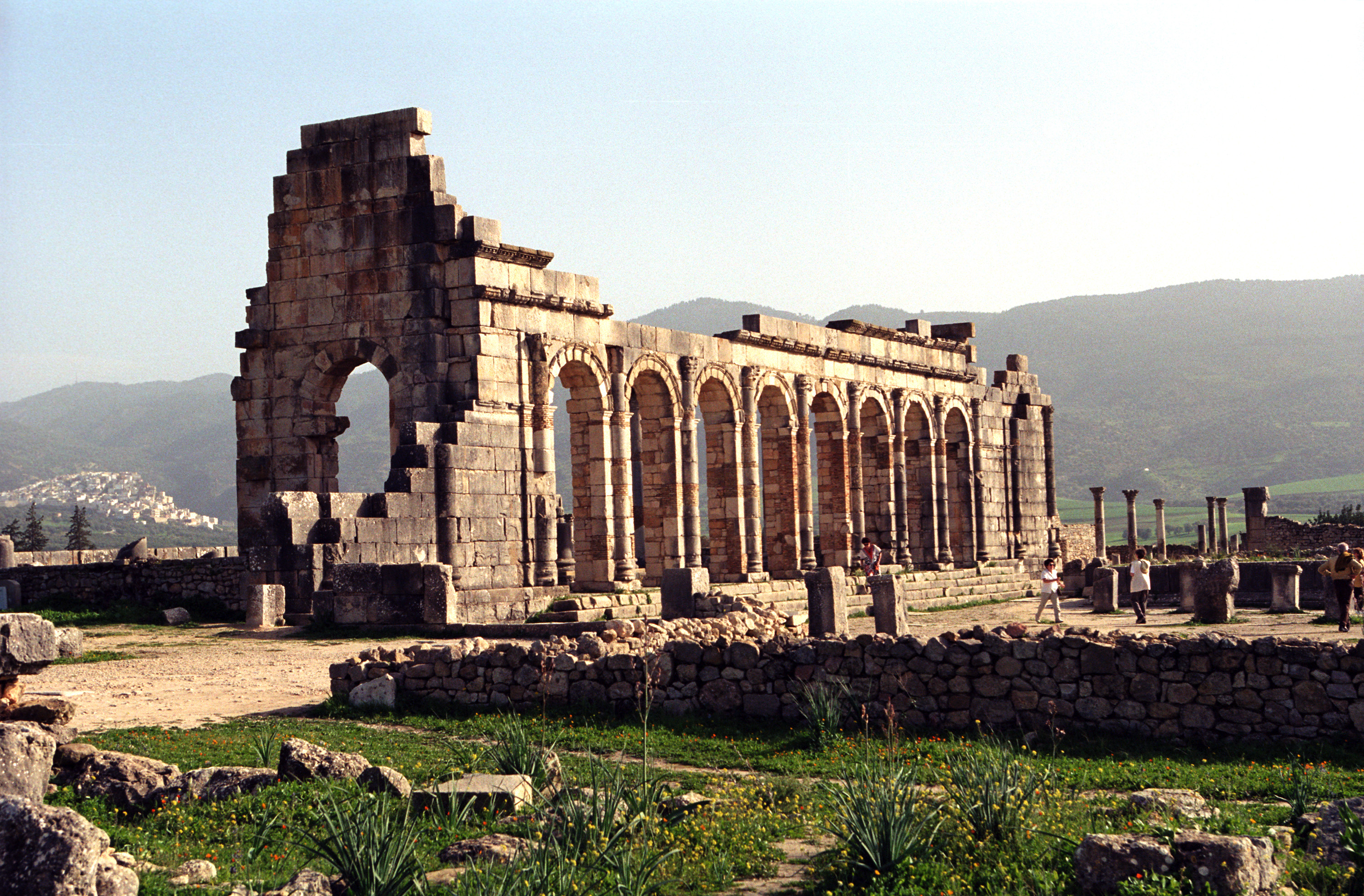
باسيليكا
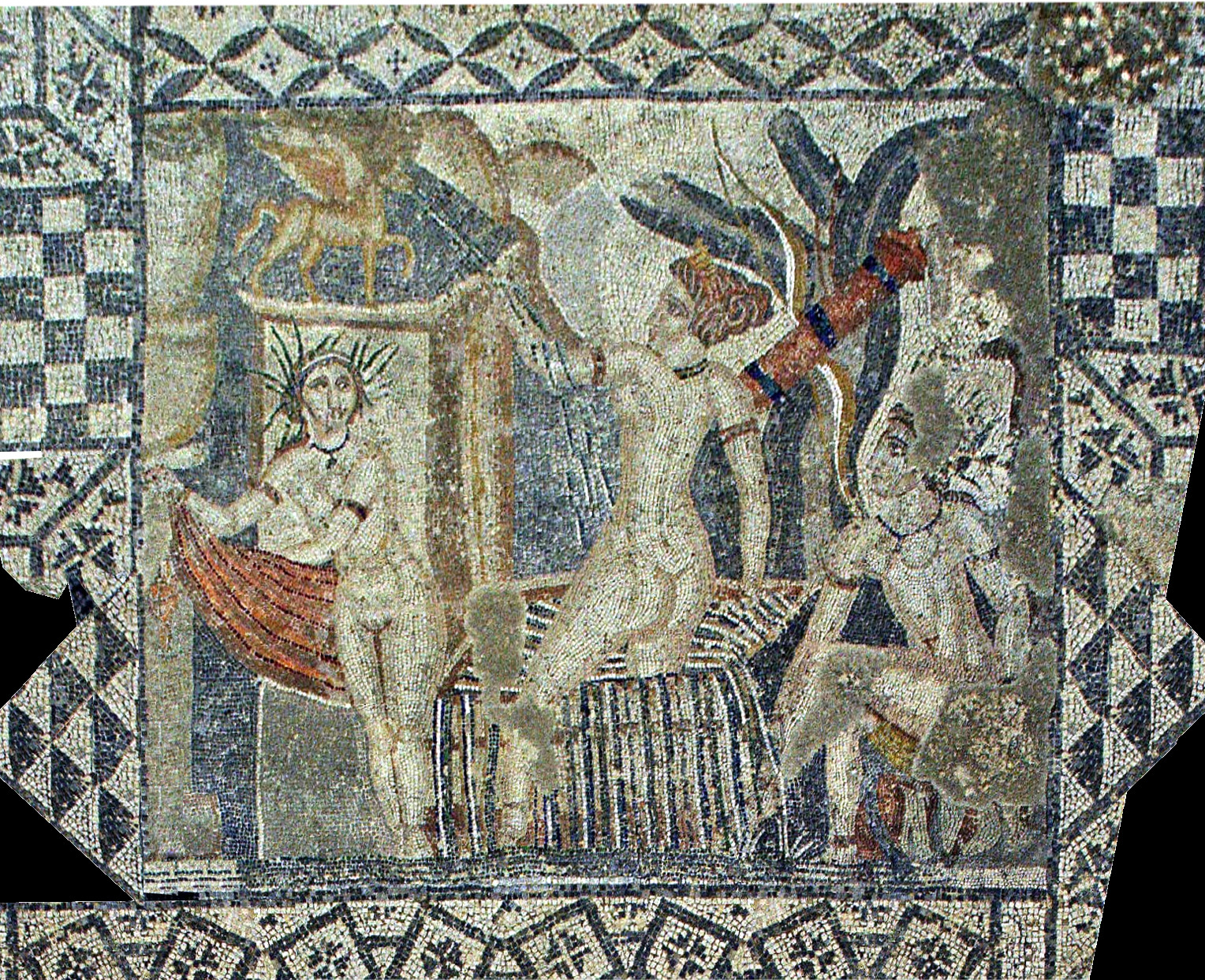
فسيفساء: ديانا تخرج من حوض استحمامها
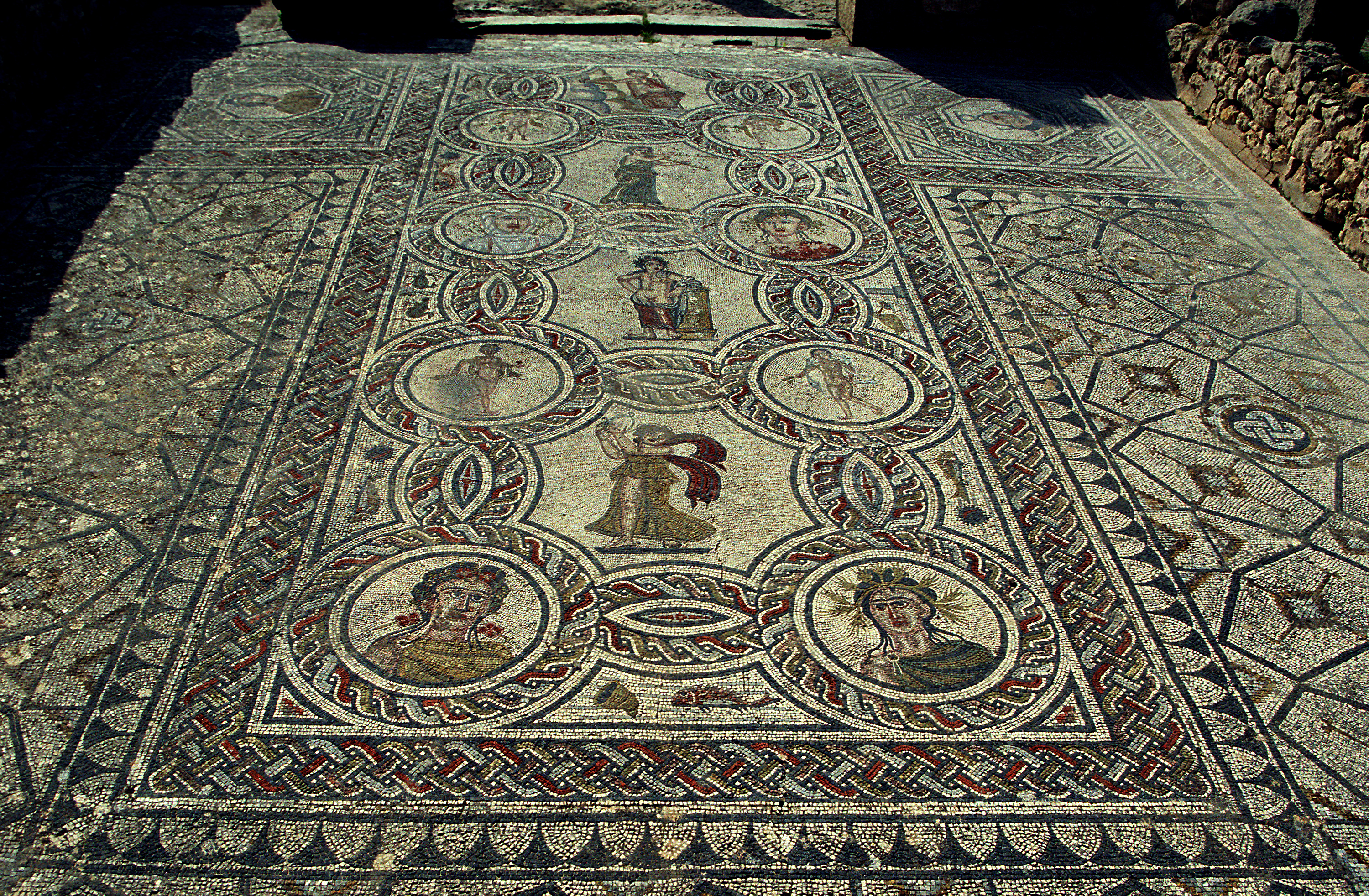
فسيفساء: الفصول الأربعة
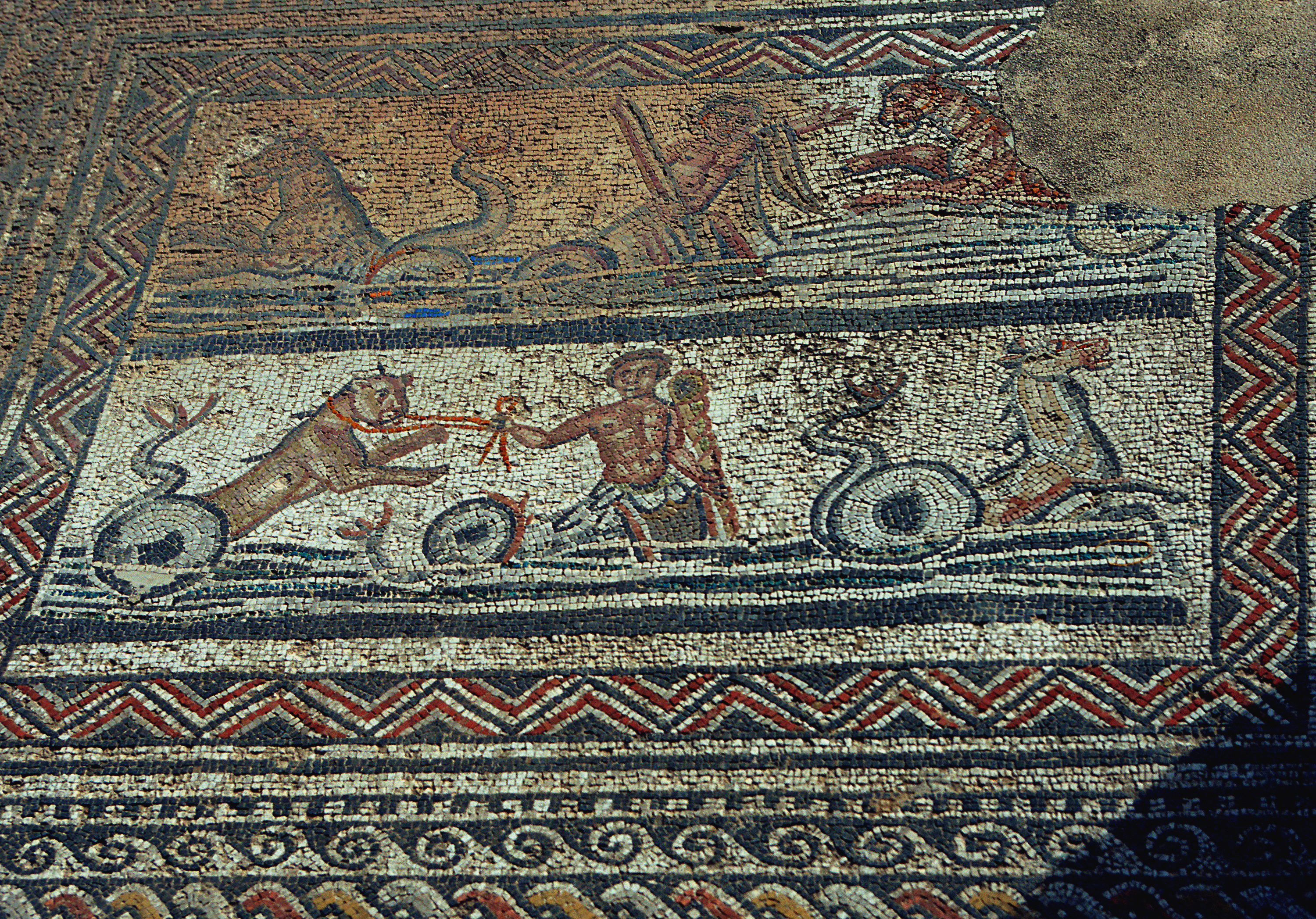
فسيفساء: عربة أمفيون
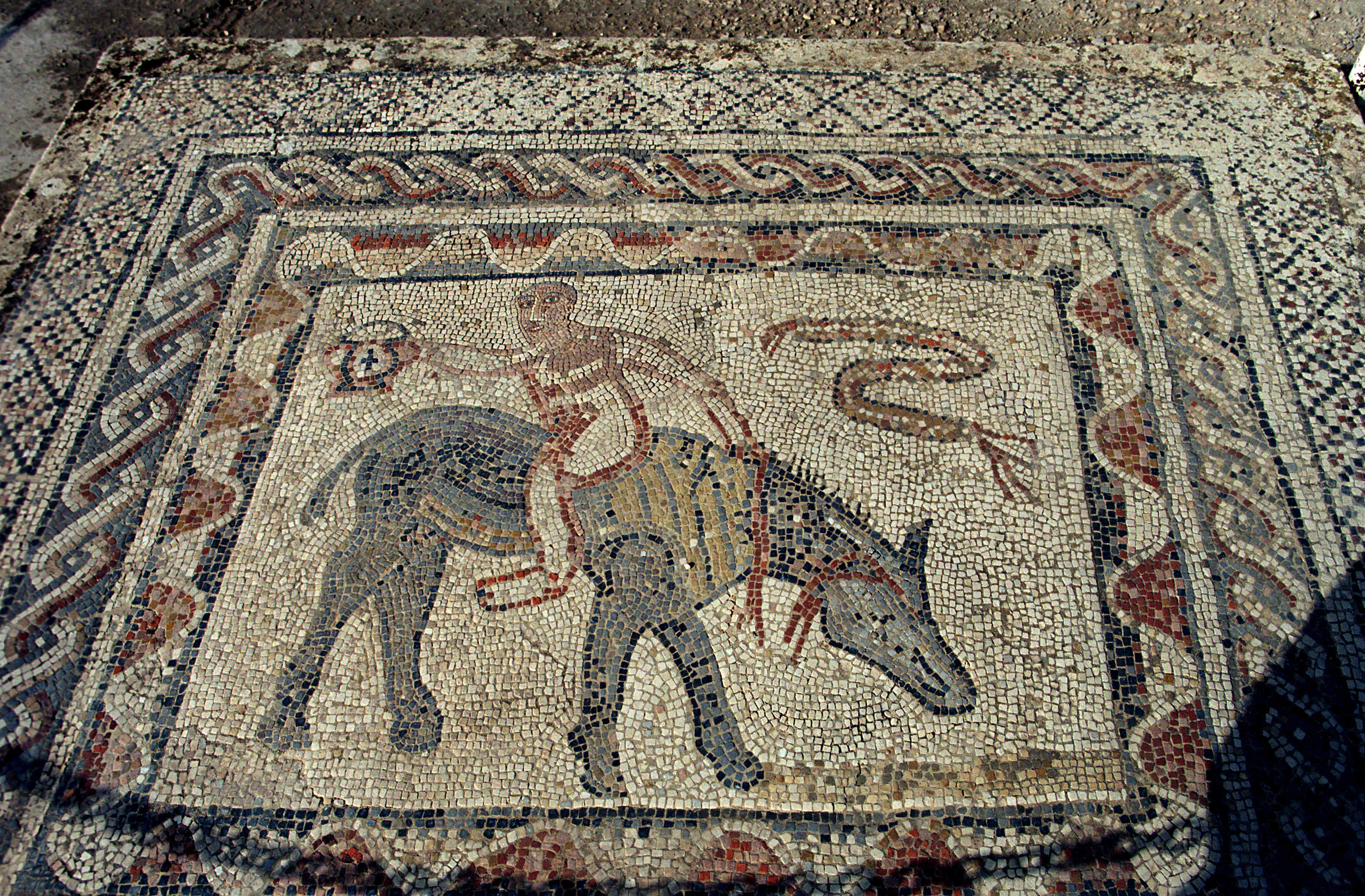
فسيفساء: بهلوان
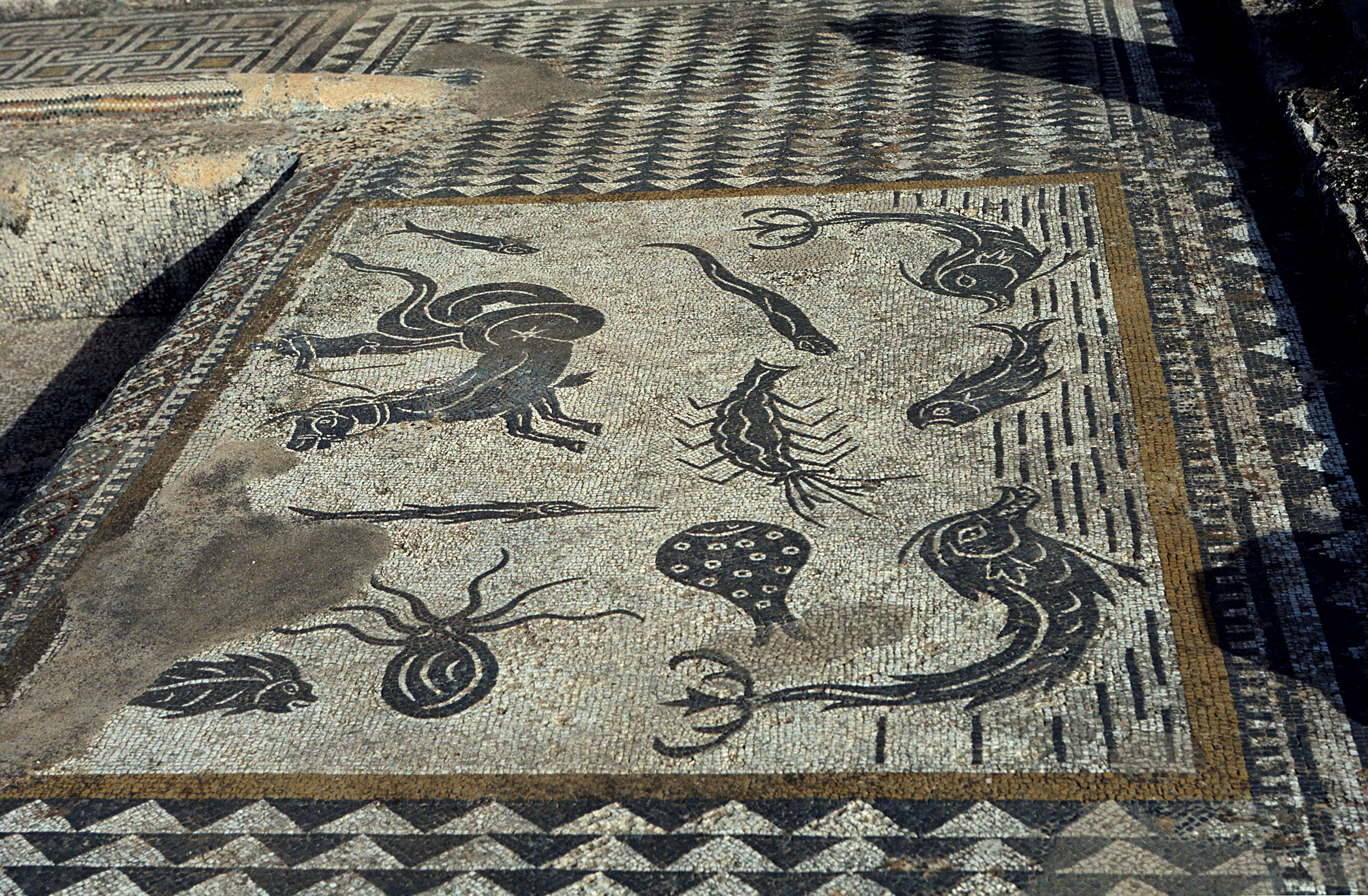
فسيفساء: وحوش البحر

## وصلات خارجية
- صورة بالقمر الصناعى لما تبقى من موقع وليلي الأثري - Google
- The Volubilis Project
- Volubilis on the UNESCO Website
- معلومات وصور قيمة عن مدينة وليلي